# Fallon (Haute-Saône)
Pour les articles homonymes, voir Fallon.
Fallon est une commune française située dans le département de la Haute-Saône, la région culturelle et historique de Franche-Comté et la région administrative Bourgogne-Franche-Comté.
Le village est marqué par un passé minier de plusieurs siècles avec l'exploitation de la houille et l'halite du bassin keupérien et celle du fer (notamment à la Grande Raie).

## Géographie

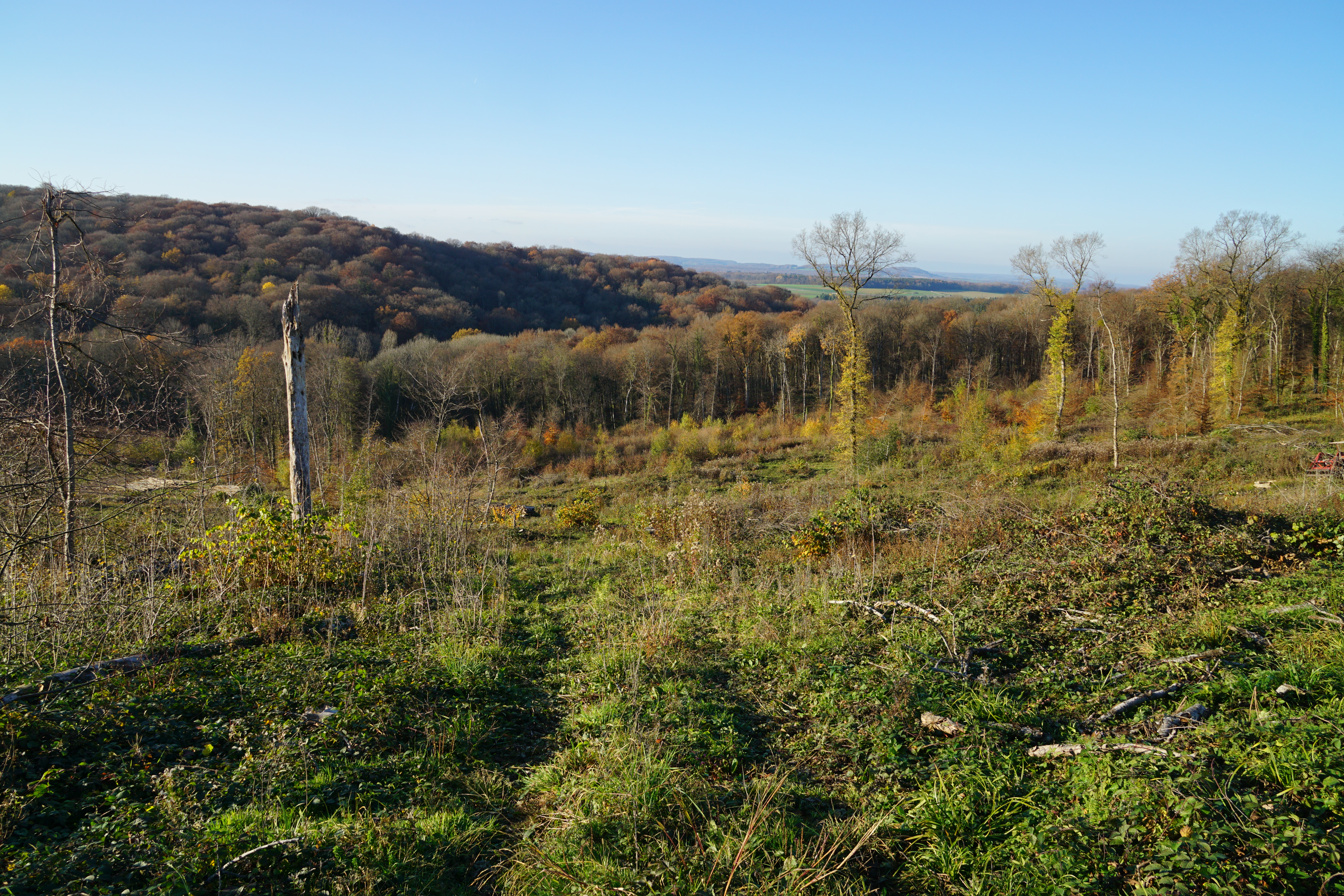
Zone des puits dans le bois communal en défrichement.

### Géologie
Le territoire communal repose sur le bassin houiller keupérien de Haute-Saône et le gisement de schiste bitumineux de Haute-Saône daté du Toarcien.

### Climat
Pour des articles plus généraux, voir Climat de la Bourgogne-Franche-Comté et Climat de la Haute-Saône.
En 2010, le climat de la commune est de type climat de montagne, selon une étude du Centre national de la recherche scientifique s'appuyant sur une série de données couvrant la période 1971-2000. En 2020, Météo-France publie une typologie des climats de la France métropolitaine dans laquelle la commune est exposée à un climat semi-continental et est dans la région climatique  Lorraine, plateau de Langres, Morvan, caractérisée par un hiver rude (1,5 °C), des vents modérés et des brouillards fréquents en automne et hiver. 
Pour la période 1971-2000, la température annuelle moyenne est de 10,1 °C, avec une amplitude thermique annuelle de 17,4 °C. Le cumul annuel moyen de précipitations est de 1 370 mm, avec 12,5 jours de précipitations en janvier et 10,5 jours en juillet. Pour la période 1991-2020, la température moyenne annuelle observée sur la station météorologique de Météo-France la plus proche, « Villersexel Sa », sur la commune de Villersexel à 6 km à vol d'oiseau, est de 10,8 °C et le cumul annuel moyen de précipitations est de 1 037,9 mm. 
La température maximale relevée sur cette station est de 38,4 °C, atteinte le 8 août 2003 ; la température minimale est de −19,4 °C, atteinte le 20 décembre 2009,,. 
Les paramètres climatiques de la commune ont été estimés pour le milieu du siècle (2041-2070) selon différents scénarios d'émission de gaz à effet de serre à partir des nouvelles projections climatiques de référence DRIAS-2020. Ils sont consultables sur un site dédié publié par Météo-France en novembre 2022.

## Urbanisme

### Typologie
Au 1er janvier 2024, Fallon est catégorisée commune rurale à habitat dispersé, selon la nouvelle grille communale de densité à sept niveaux définie par l'Insee en 2022.
Elle est située hors unité urbaine. Par ailleurs la commune fait partie de l'aire d'attraction de Montbéliard, dont elle est une commune de la couronne,. Cette aire, qui regroupe 137 communes, est catégorisée dans les aires de 50 000 à moins de 200 000 habitants,.

### Occupation des sols
L'occupation des sols de la commune, telle qu'elle ressort de la base de données européenne d’occupation biophysique des sols Corine Land Cover (CLC), est marquée par l'importance des territoires agricoles (57,4 % en 2018), une proportion identique à celle de 1990 (57,4 %). La répartition détaillée en 2018 est la suivante : 
prairies (40,9 %), forêts (35,3 %), zones agricoles hétérogènes (16,2 %), zones urbanisées (7,3 %), terres arables (0,4 %). L'évolution de l’occupation des sols de la commune et de ses infrastructures peut être observée sur les différentes représentations cartographiques du territoire : la carte de Cassini (XVIIIe siècle), la carte d'état-major (1820-1866) et les cartes ou photos aériennes de l'IGN pour la période actuelle (1950 à aujourd'hui).

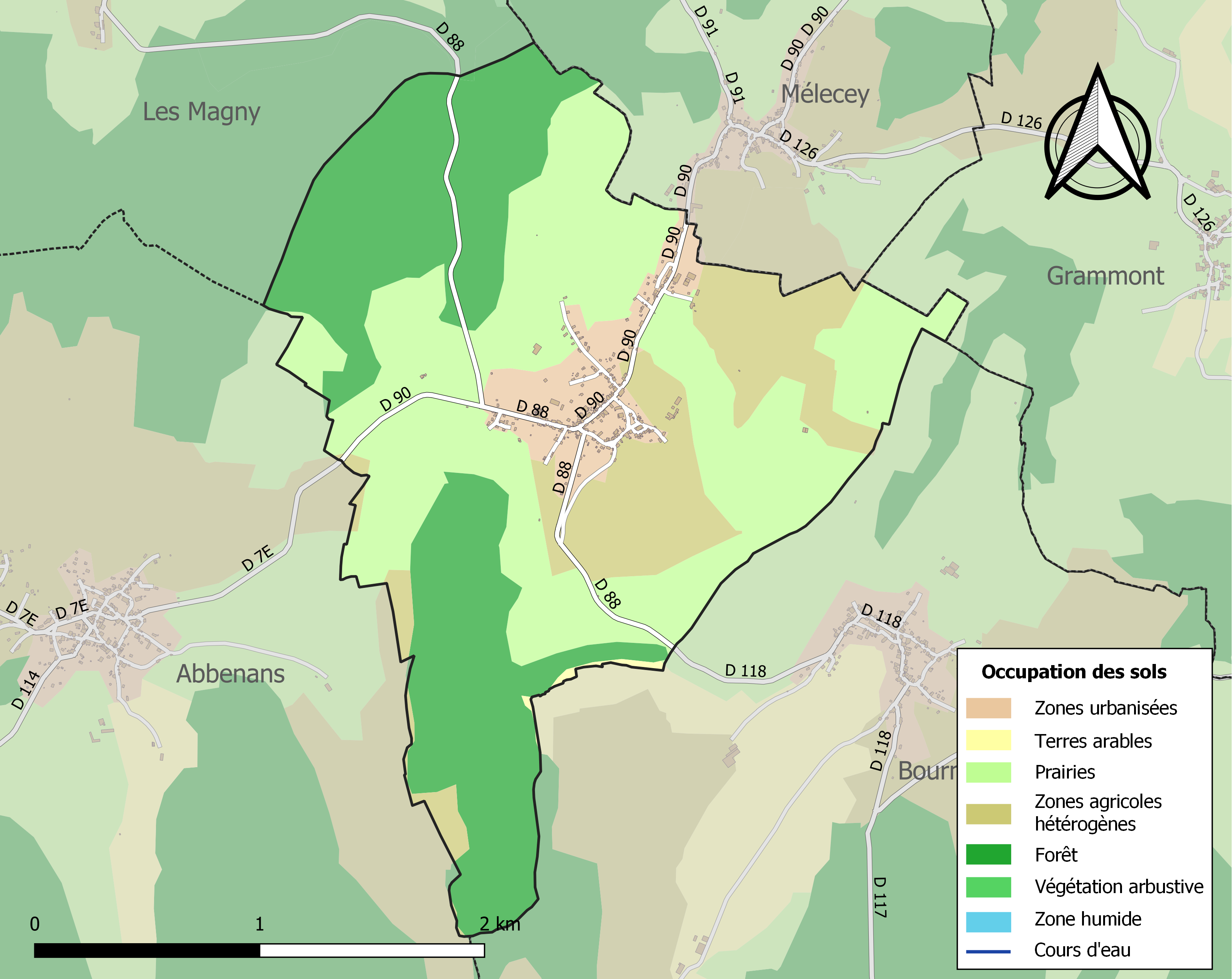
Carte des infrastructures et de l'occupation des sols de la commune en 2018 (CLC).

## Histoire

### L'affaire du "Pré qu'on danse"
En 1613, Fallon fut le théâtre d'un procès insolite et singulier qui fit grand bruit dans toute la région à l'époque. L'affaire commença quand le seigneur de Fallon, Étienne de Raincourt, vint rappeler aux villageois qu'une ancienne coutume presque oubliée, exigeait que les jeunes gens du village dansent le jour de la pentecôte dans un pré appartenant au seigneur, nommé Le pré qu'on danse. Avant le début de la danse, les jeunes gens devaient également offrir une rose à leur seigneur. Si la coutume n'était pas appliquée, les jeunes gens du village devaient payer une amende de 60 sous. Indignés, les villageois intentèrent un procès a leur seigneur devant le lieutenant-général du bailliage de Vesoul. Au procès les villageois qui se souvenaient encore de cette coutume, clamèrent que ces danses étaient faites de leur plein gré et qu'il n'y avait aucune notion de contrainte. Il reconnurent tout de même la tradition d'y offrir une rose. On n'a jamais trouvé de sentence écrite du procès dont l'issue demeure inconnue. Celui ci dut se régler vraisemblablement à l'amiable.

### Mines et industries
Une saline située dans le village voisin de Mélecey exploite de la saumure sur le territoire des villages de Mélecey et Fallon entre 1850 et 1873 pour en tirer l'halite. Une fonderie et des mines de fer existaient également au XIXe siècle. Les charbonnages de la concession de Mélecey sont exploités, pour certains, dans le bois de Fallon entre 1778 et 1865. L'un d'entre eux est à l’origine d'un incendie avant 1943.

## Politique et administration

Carte départementale représentant en rouge la communauté de communes du Pays de Villersexel.

### Rattachements administratifs et électoraux
La commune fait partie de l'arrondissement de Vesoul du département de la Haute-Saône,  en région Bourgogne-Franche-Comté. Pour l'élection des députés, elle dépend de la deuxième circonscription de la Haute-Saône.
Elle fait partie depuis 1793 du canton de Villersexel. Dans le cadre du redécoupage cantonal de 2014 en France, le canton s'est agrandi, passant de 32 à 47.

### Intercommunalité
La commune est membre de la communauté de communes du Pays de Villersexel, créée le 31 décembre 1999.

### Liste des maires

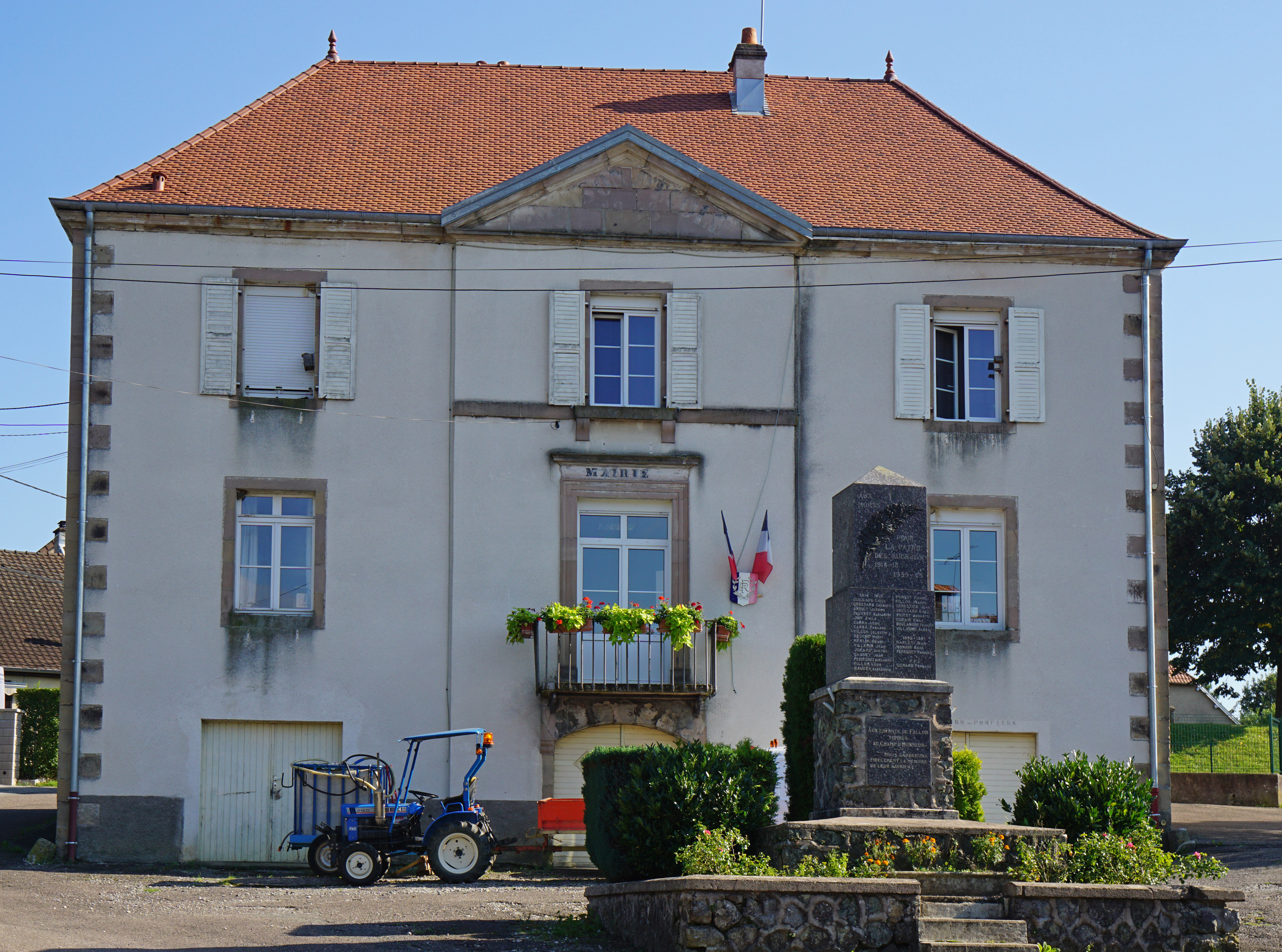
La mairie.

| Période                                  | Période                   | Identité          | Étiquette | Qualité                        |
| ---------------------------------------- | ------------------------- | ----------------- | --------- | ------------------------------ |
| Les données manquantes sont à compléter. |                           |                   |           |                                |
| 1980                                     | 2001                      | André Simonin     |           |                                |
| mars 2001                                | août 2004                 | Pascal Guillard   |           |                                |
| octobre 2004                             | réélu en 2008             | Pierre Vienot     |           |                                |
| mars 2014                                | En cours (au 2 juin 2020) | Jean-Paul Blandin |           | Réélu pour le mandat 2020-2026 |

## Démographie
L'évolution du nombre d'habitants est connue à travers les recensements de la population effectués dans la commune depuis 1793. Pour les communes de moins de 10 000 habitants, une enquête de recensement portant sur toute la population est réalisée tous les cinq ans, les populations de référence des années intermédiaires étant quant à elles estimées par interpolation ou extrapolation. Pour la commune, le premier recensement exhaustif entrant dans le cadre du nouveau dispositif a été réalisé en 2007.

En 2022, la commune comptait 308 habitants, en évolution de +0,65 % par rapport à 2016 (Haute-Saône : −1,4 %, France hors Mayotte : +2,11 %).
| 1793 | 1800 | 1806 | 1821 | 1831 | 1836 | 1841 | 1846 | 1851 |
| ---- | ---- | ---- | ---- | ---- | ---- | ---- | ---- | ---- |
| 383  | 390  | 411  | 466  | 614  | 617  | 637  | 632  | 699  |

| 1856 | 1861 | 1866 | 1872 | 1876 | 1881 | 1886 | 1891 | 1896 |
| ---- | ---- | ---- | ---- | ---- | ---- | ---- | ---- | ---- |
| 653  | 695  | 628  | 535  | 540  | 514  | 497  | 464  | 436  |

| 1901 | 1906 | 1911 | 1921 | 1926 | 1931 | 1936 | 1946 | 1954 |
| ---- | ---- | ---- | ---- | ---- | ---- | ---- | ---- | ---- |
| 436  | 455  | 462  | 352  | 342  | 327  | 299  | 277  | 299  |

| 1962 | 1968 | 1975 | 1982 | 1990 | 1999 | 2006 | 2007 | 2012 |
| ---- | ---- | ---- | ---- | ---- | ---- | ---- | ---- | ---- |
| 333  | 331  | 342  | 325  | 340  | 322  | 321  | 321  | 303  |

| 2017 | 2022 | - | - | - | - | - | - | - |
| ---- | ---- | - | - | - | - | - | - | - |
| 313  | 308  | - | - | - | - | - | - | - |

## Culture locale et patrimoine

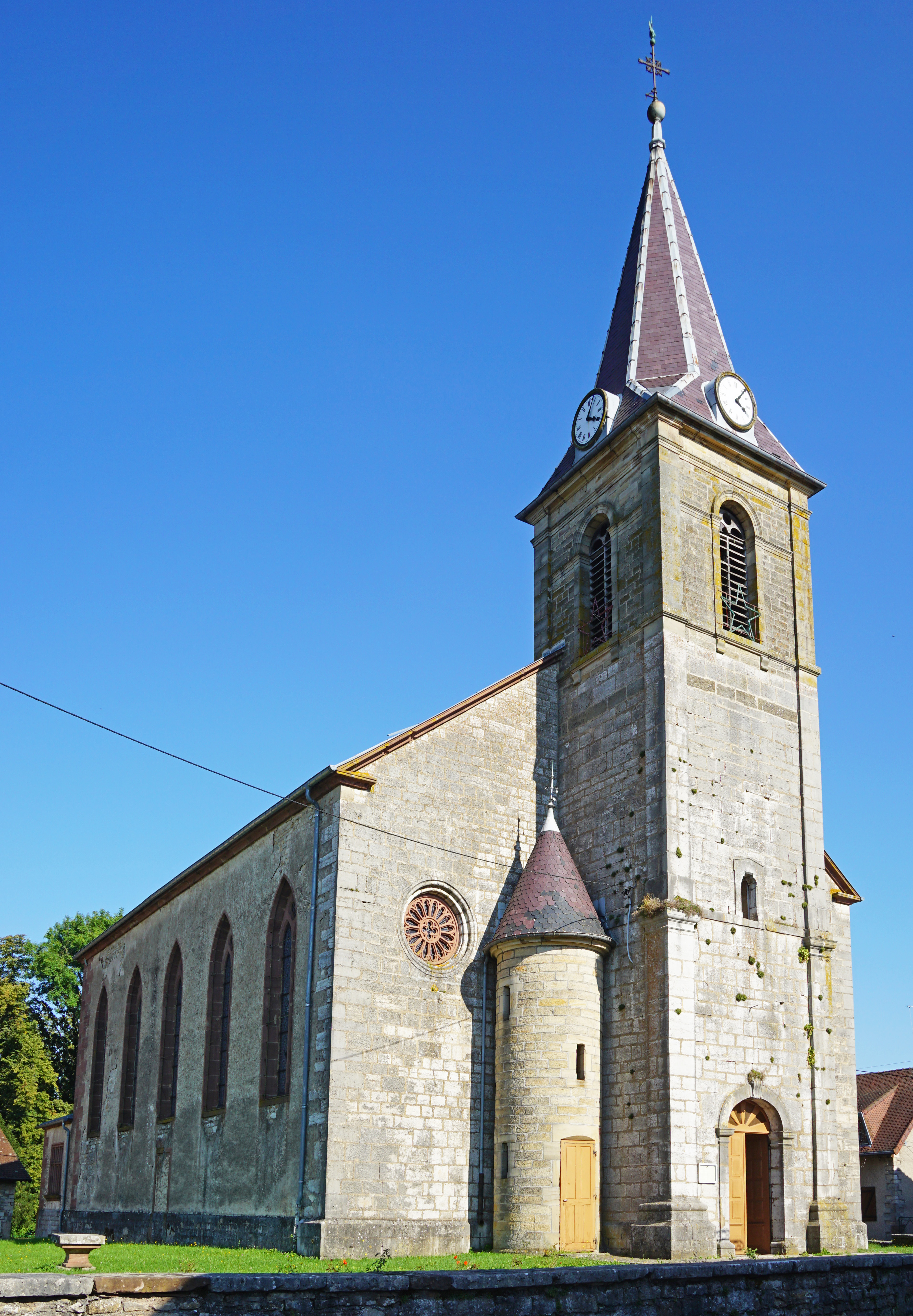
L'église.

### Patrimoine religieux
L'église du village de style néo-classique, date de 1850 environ.

L'église.
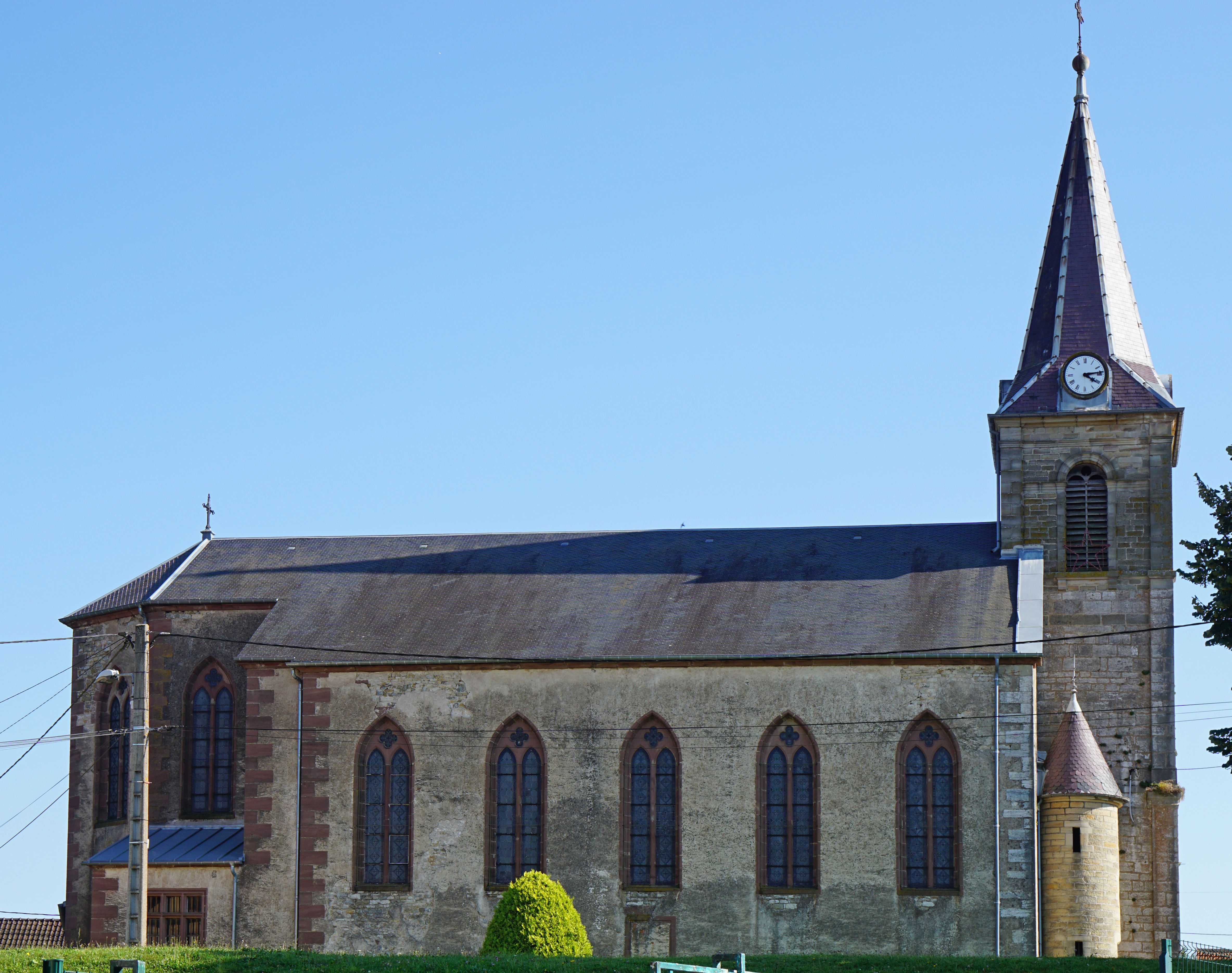
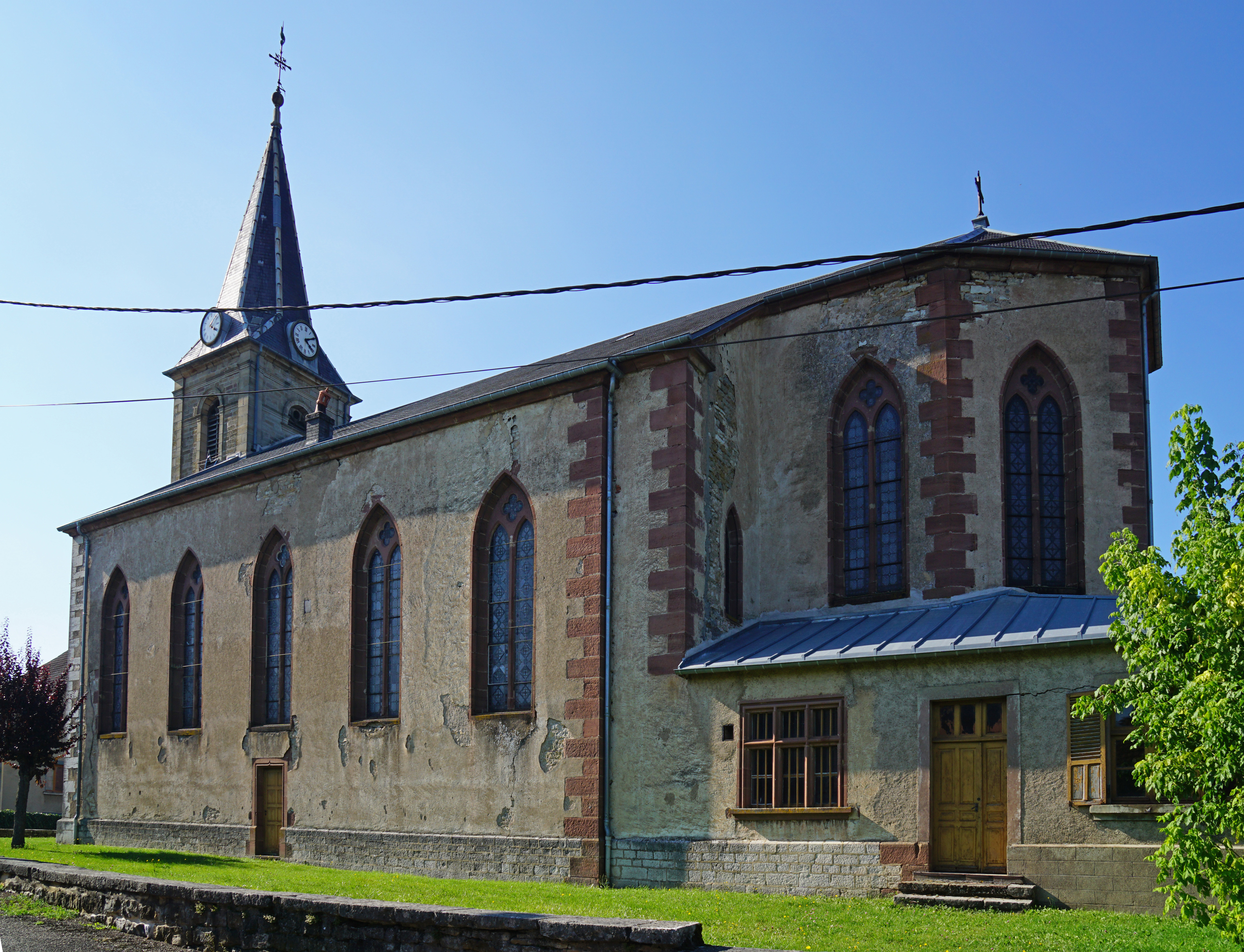
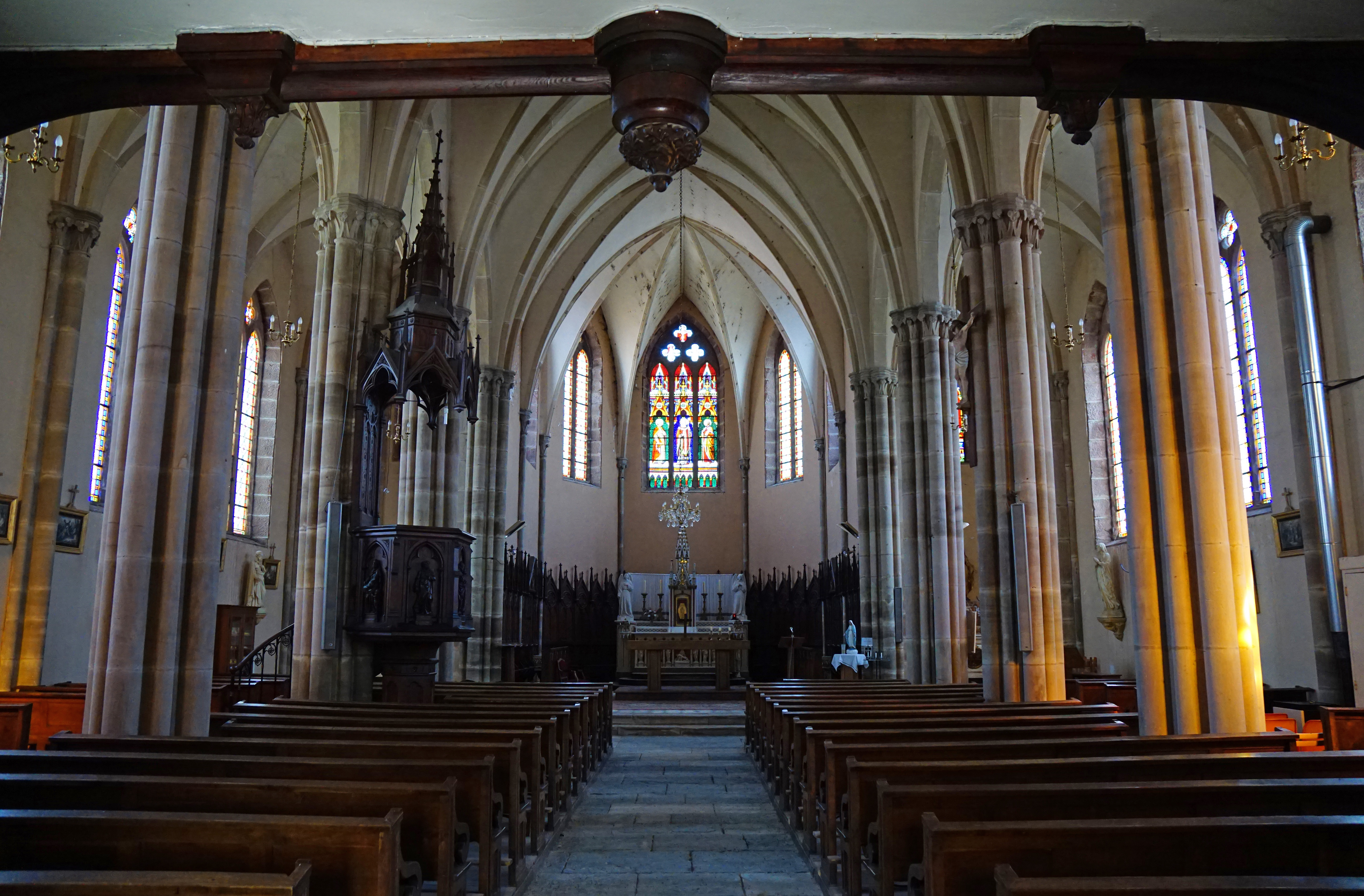
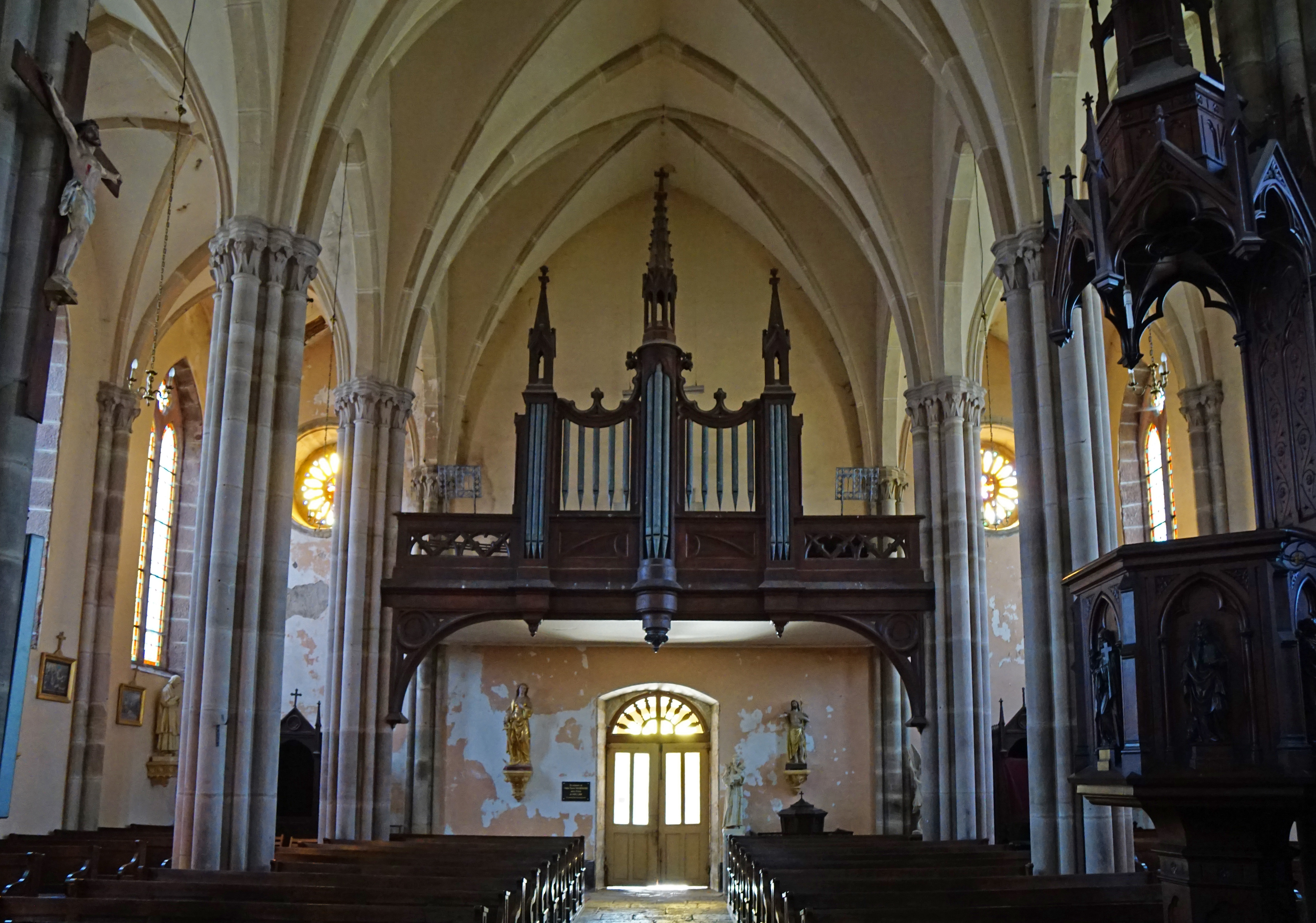

Calvaire, dont la croix provient du cimetière et  fabriquée à la fonderie de Fallon, installé en 2013 aux « Quatre chemins ».

### Château de Fallon

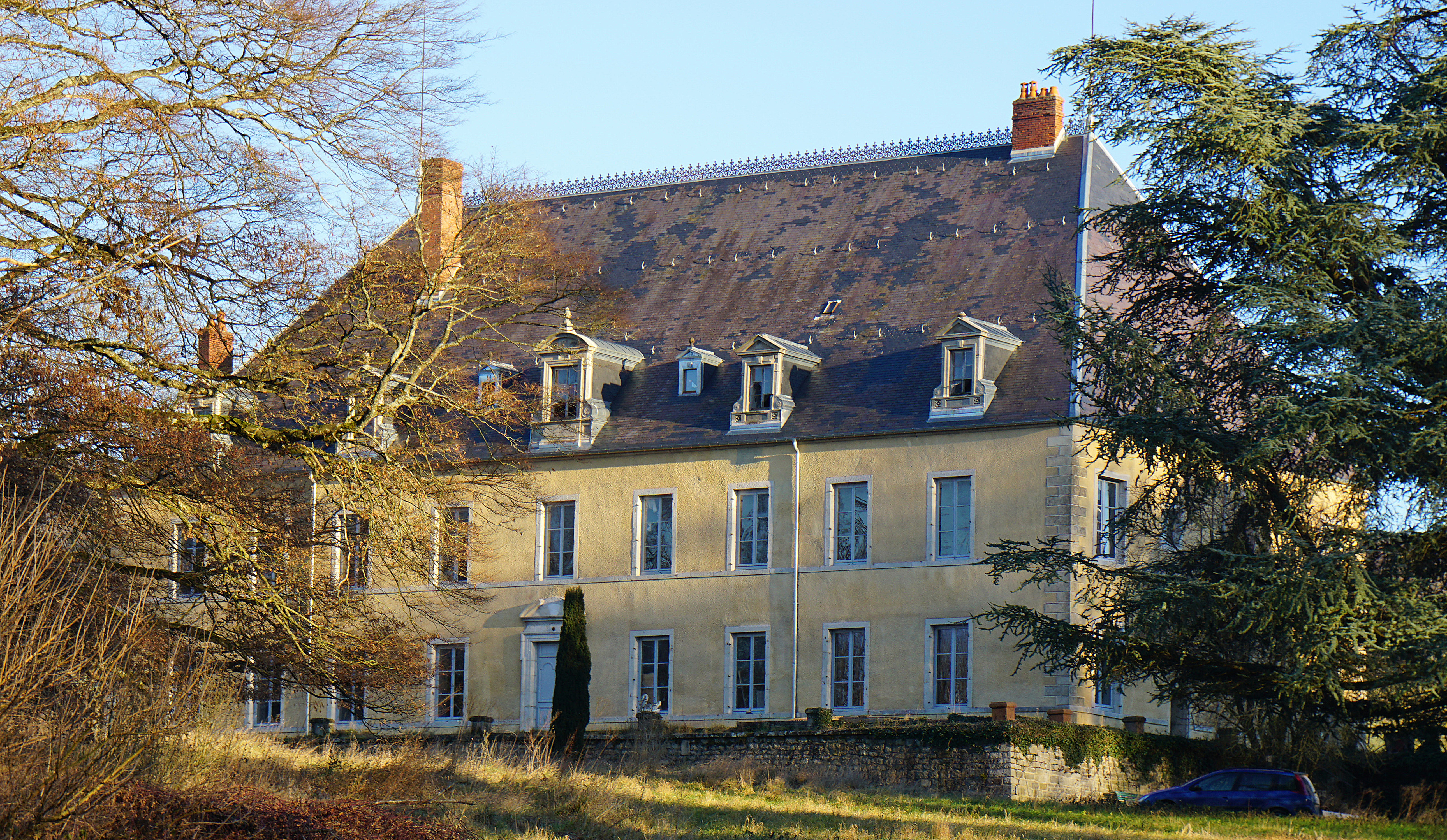
Le château.

La construction du château de Fallon, propriété privée jouxtant l'étang, dont le corps de logis a été reconstruit fin XVIIe siècle ou début XVIIIe siècle, remployant les vestiges d'un bâtiment antérieur qui remonterait à la Renaissance et à l'époque des guerres entre François Ier et Charles Quint. On a trouvé une pierre qui sert de clé de voûte à la cave qui porte la date de 1554.

### Monuments commémoratifs
Un monument aux morts et un monument rendant hommage à la Résistance.

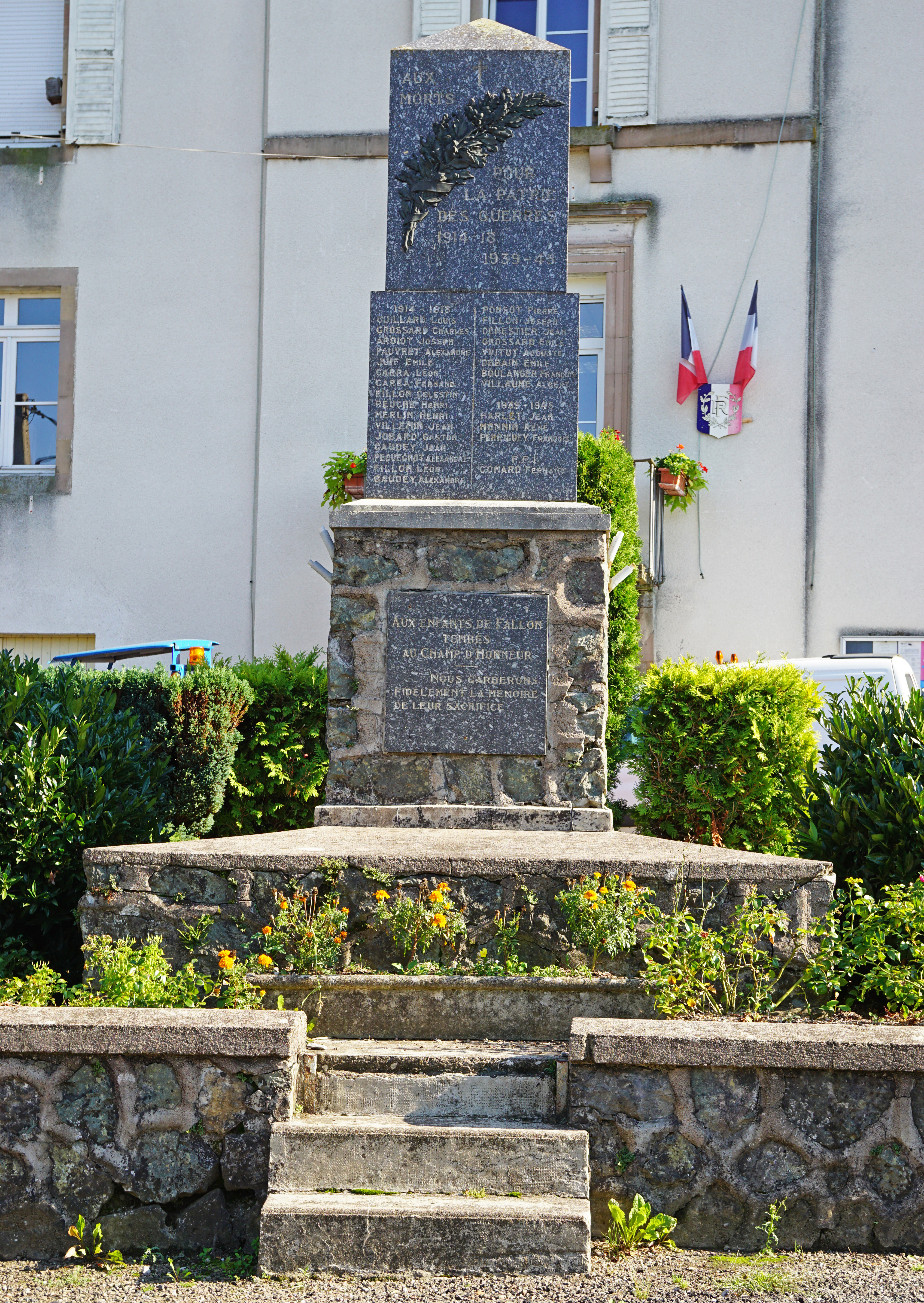
Monument aux morts.
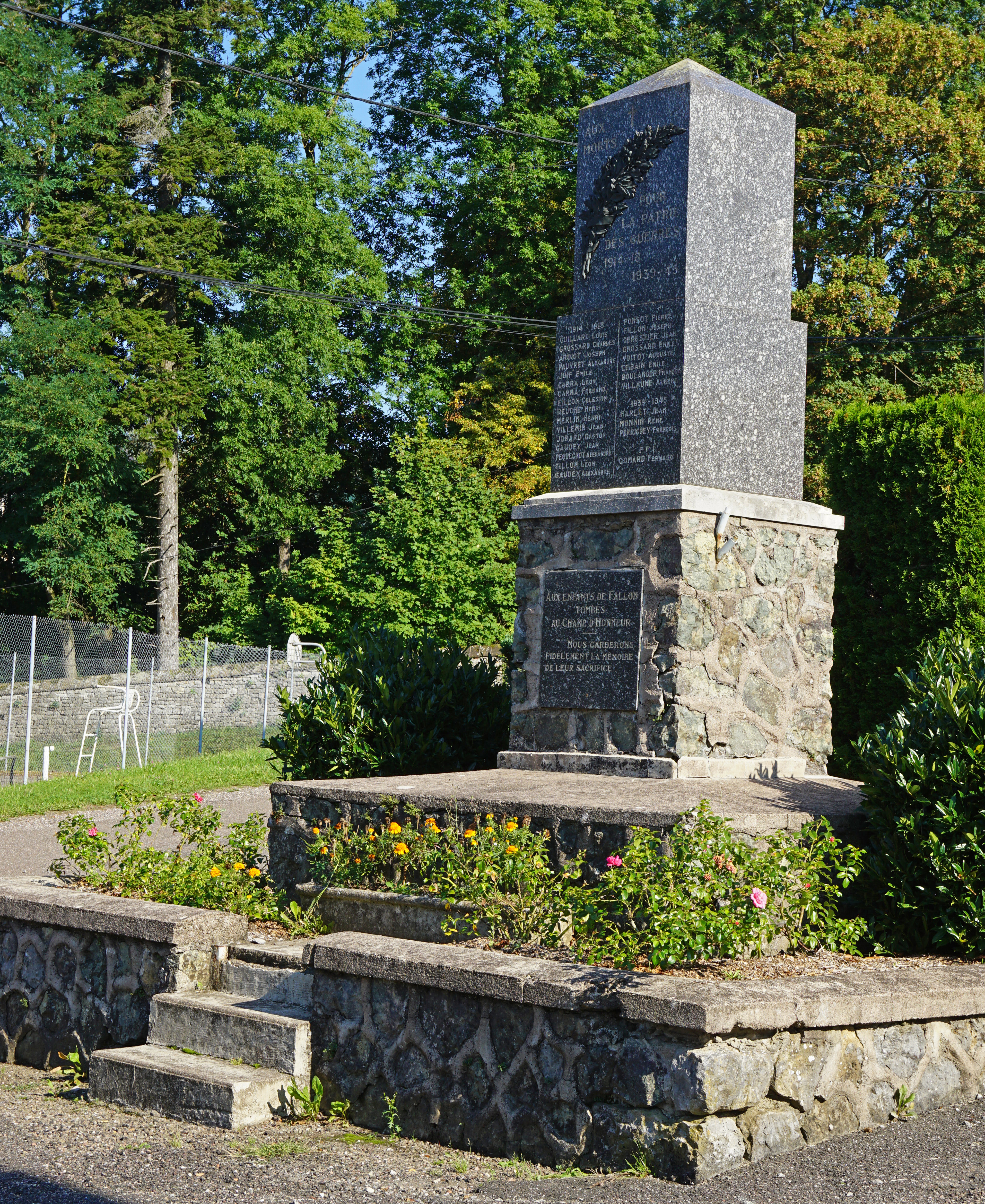
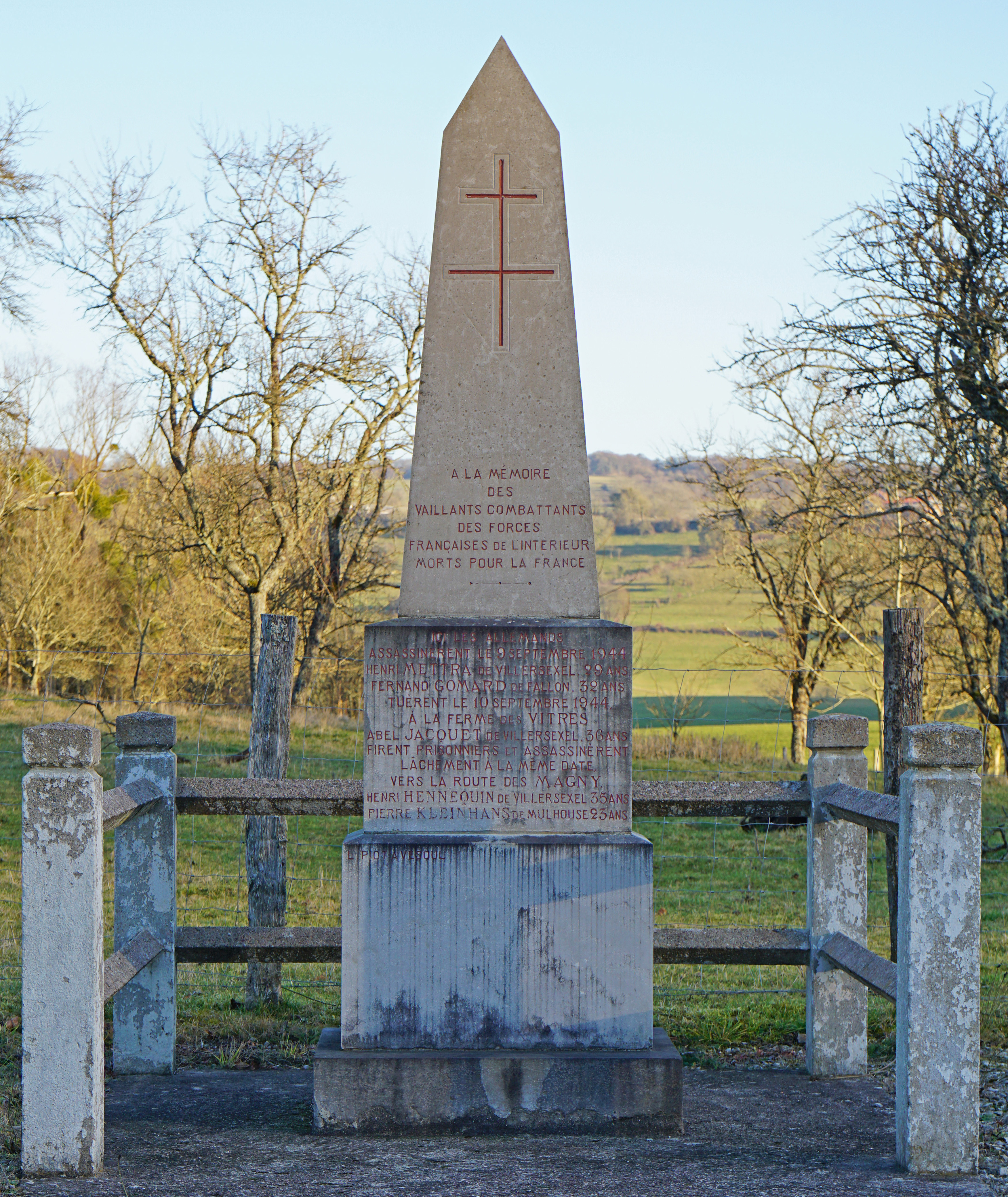
Monument FFI.
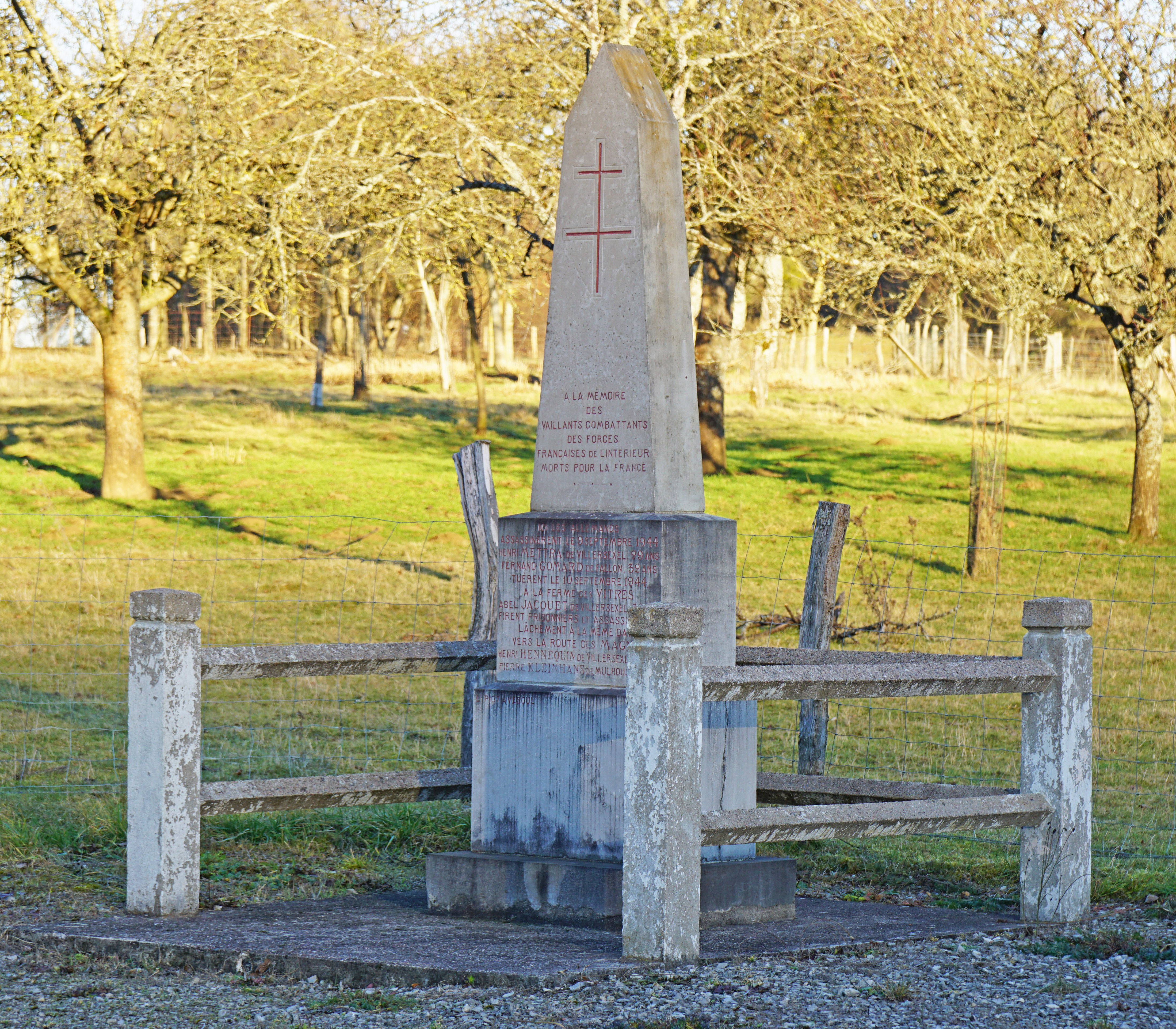

### Autre lieux et monuments

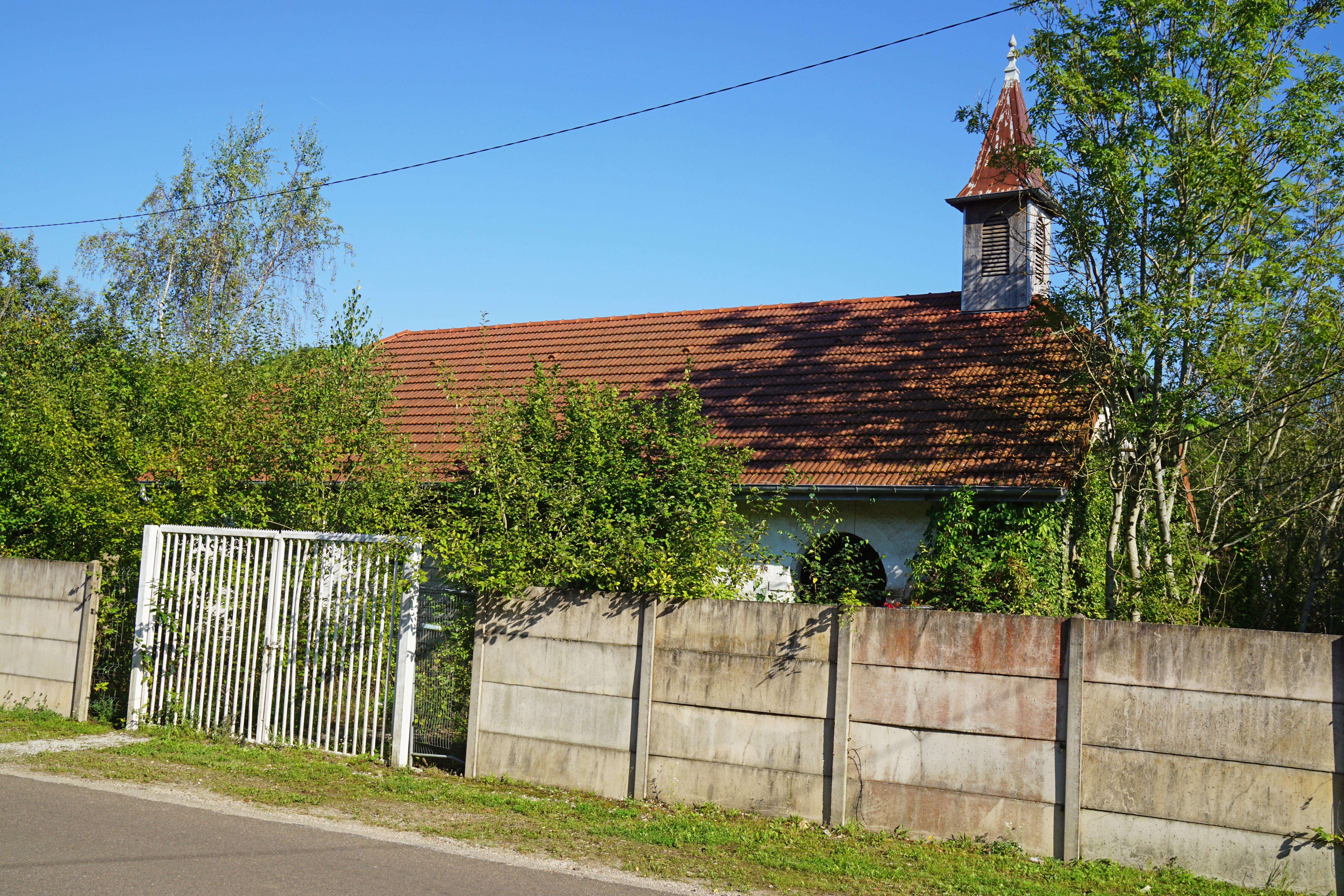
L'ancienne fonderie.

Anciennes installations des forges de Fallon, du XIXe siècle.
La fontaine-lavoir créée en 1763 par  Jean-Charles (architecte)  Colombot,, est constituée d'un pavillon des sources, d'un abreuvoir pour les animaux et d'un lavoir qui est abrité désormais par un hangar.

La fontaine-lavoir.
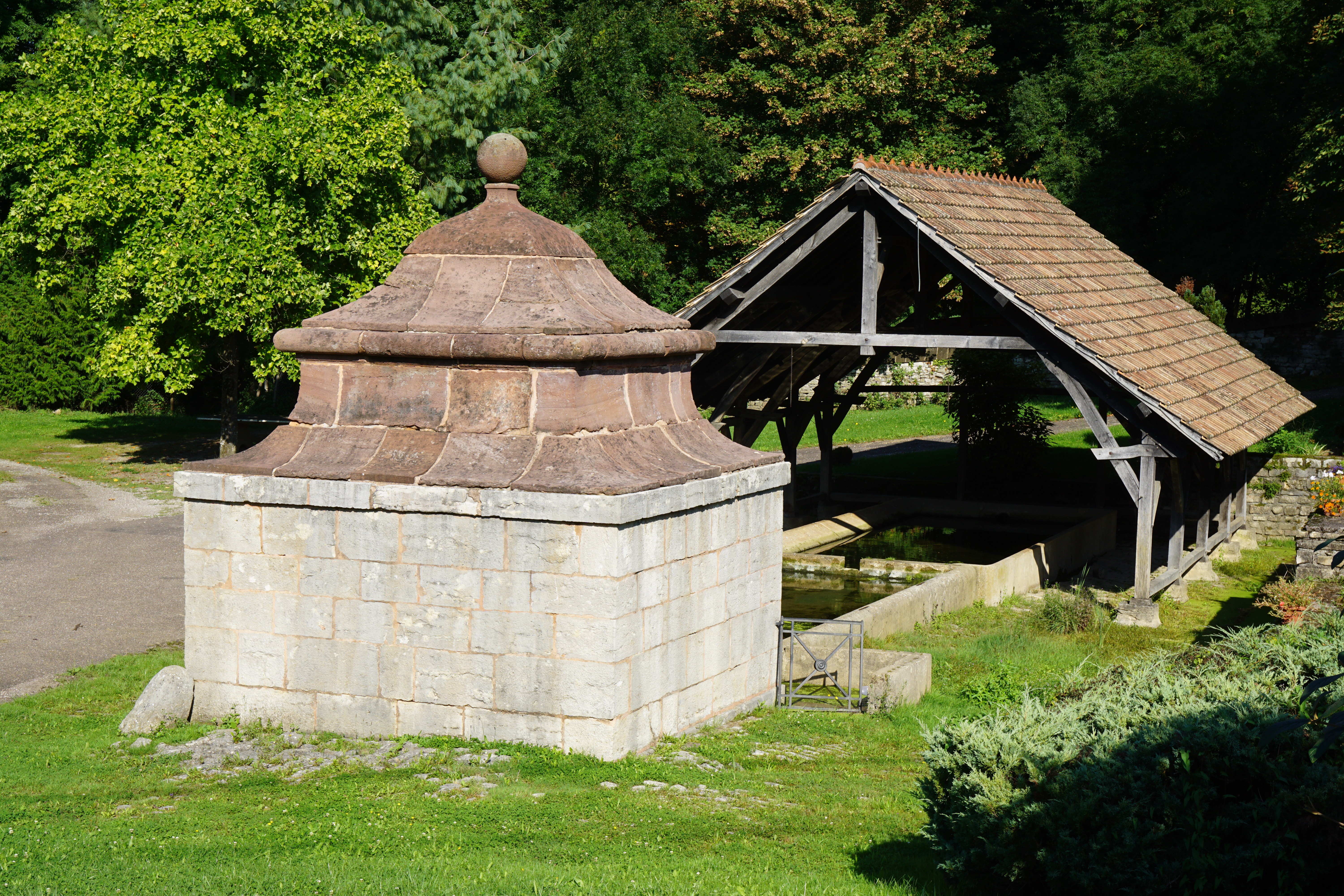
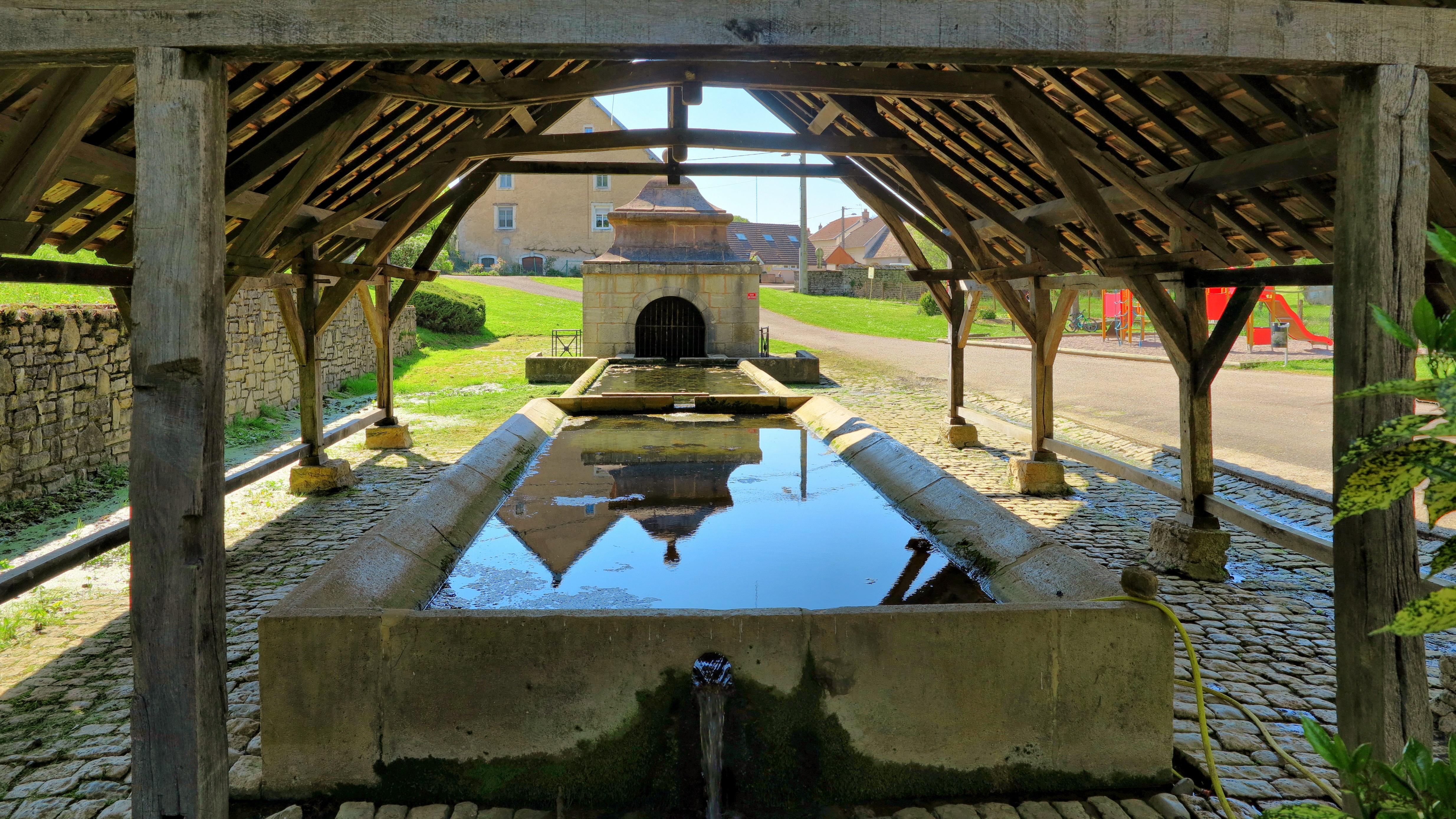
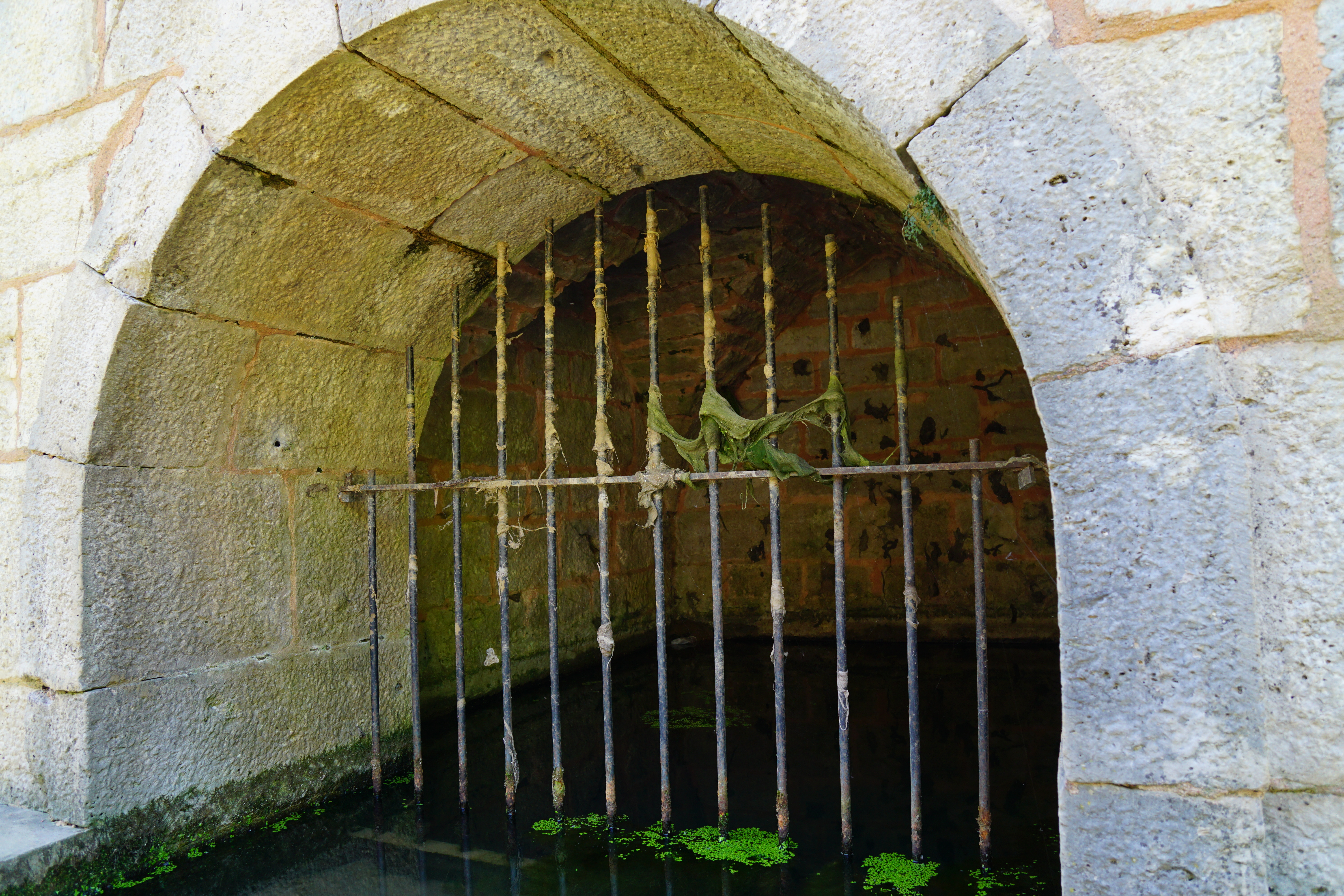

Les vestiges miniers de l'exploitation du fer et du charbon, notamment la faille de la Grande Raie, profonde de 20 mètres.

Faille de la Grande Raie.
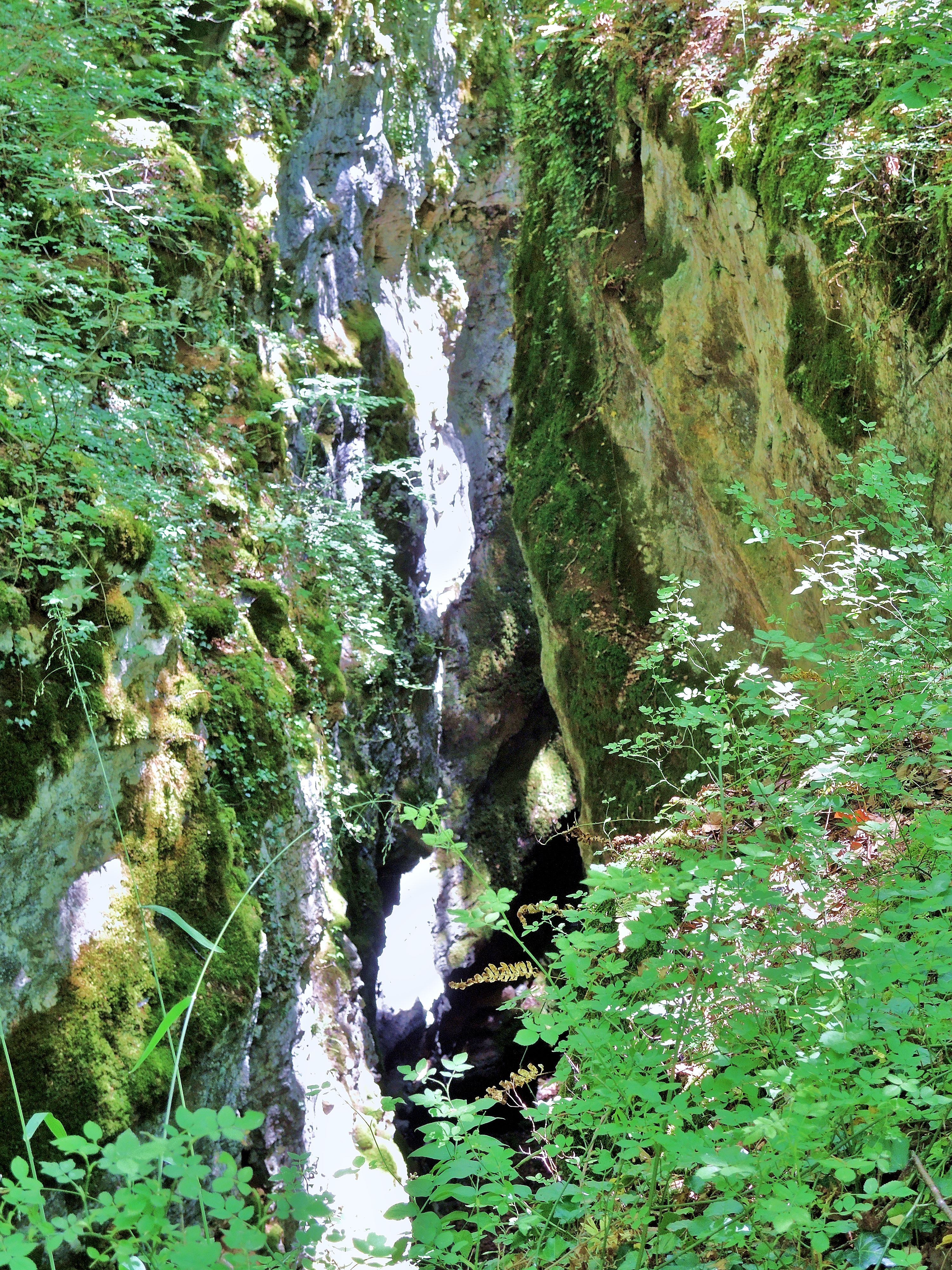
La faille de la Grande Raie.
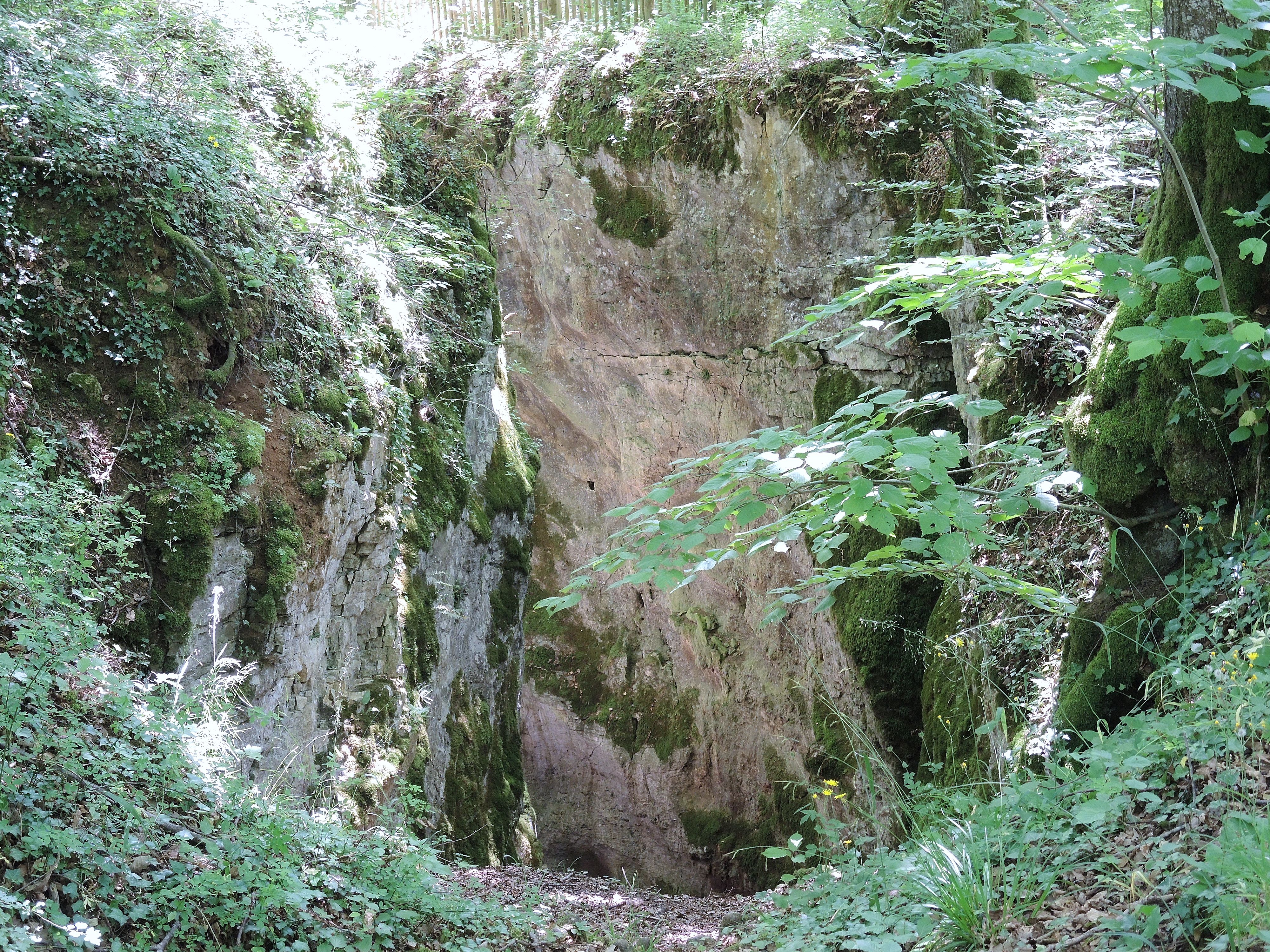
Extrémité amont.
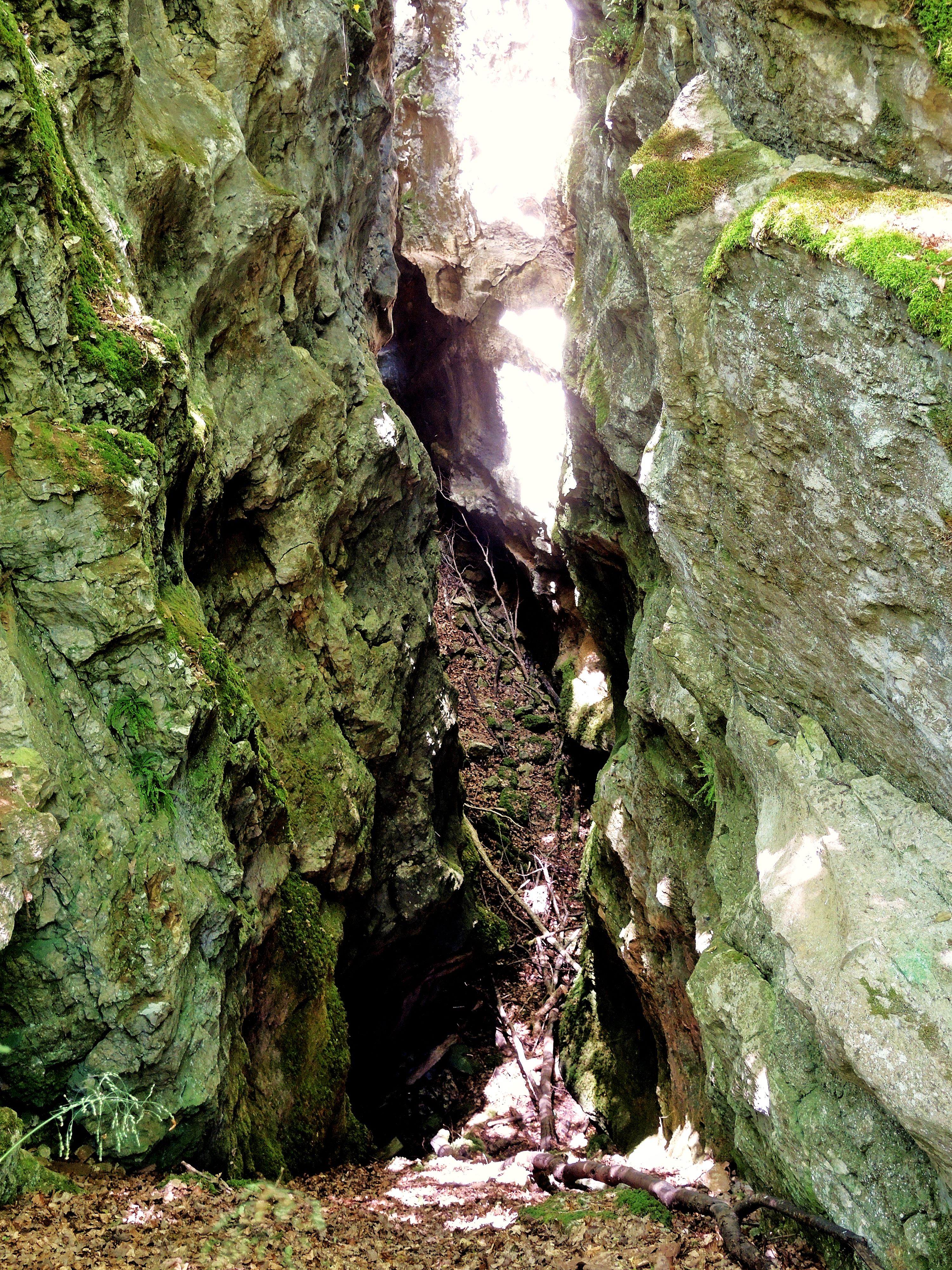
Extrémité aval.

Vestiges des mines de fer.
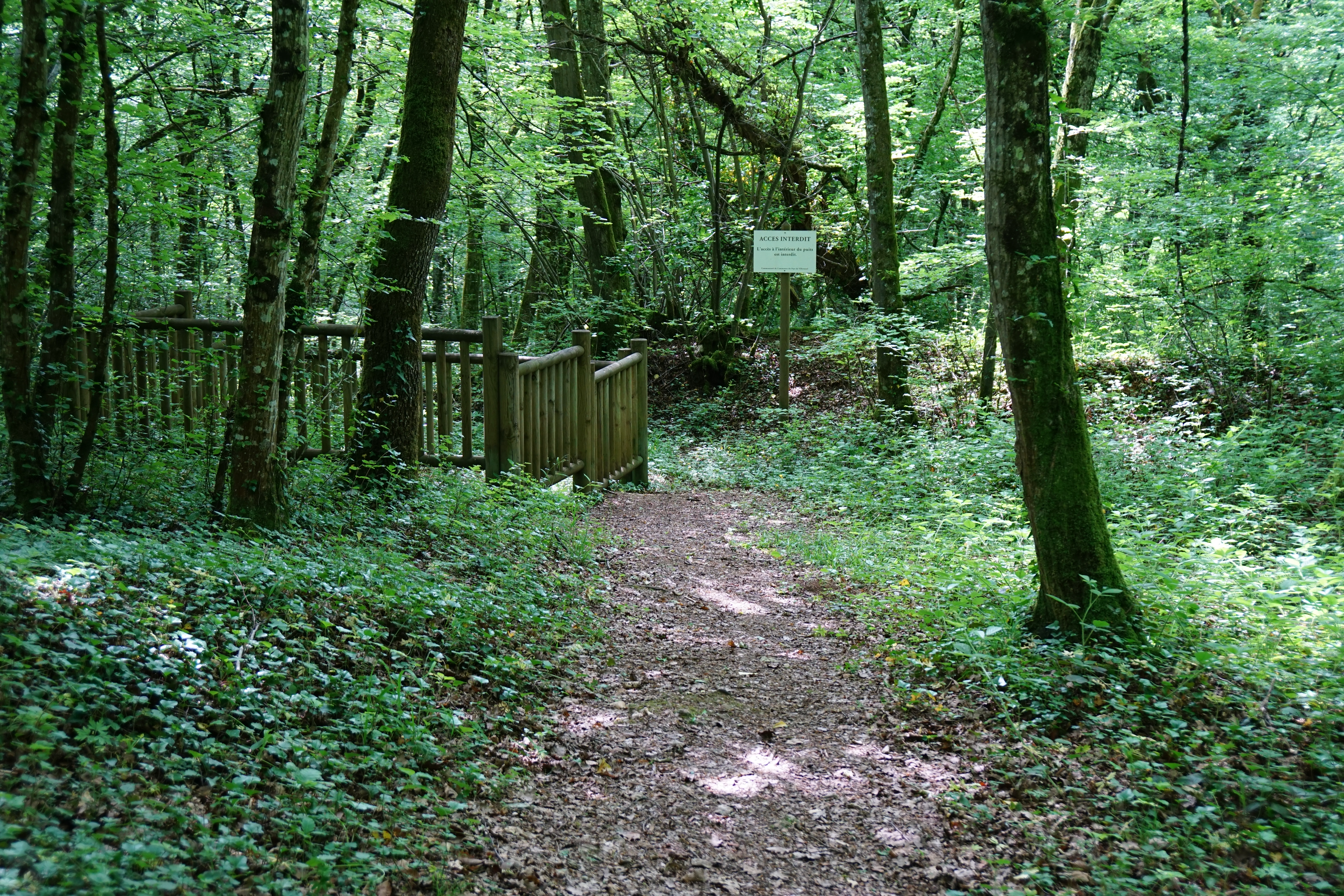
Un des puits de l'ancienne exploitation minière.
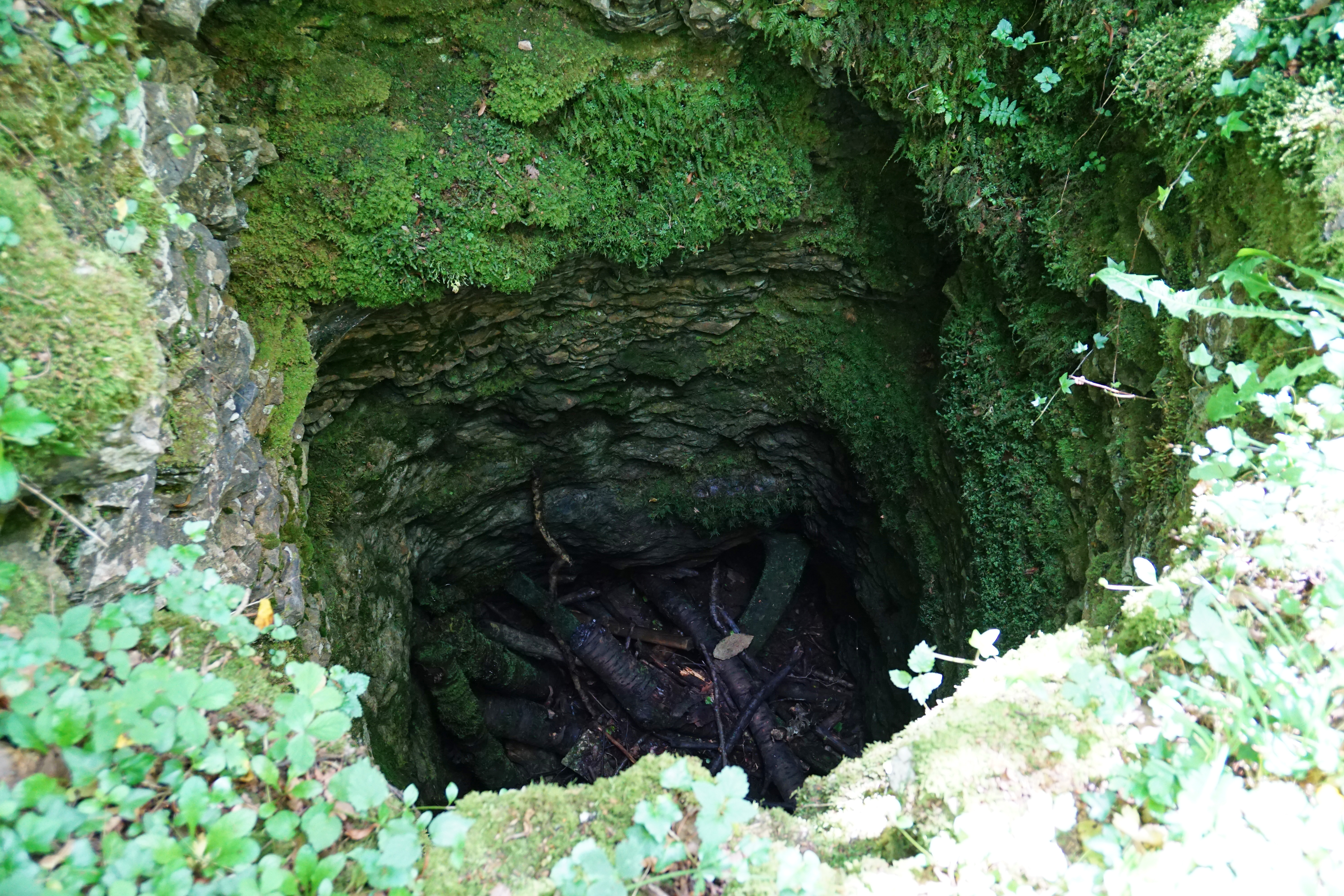
Vue plongeante.
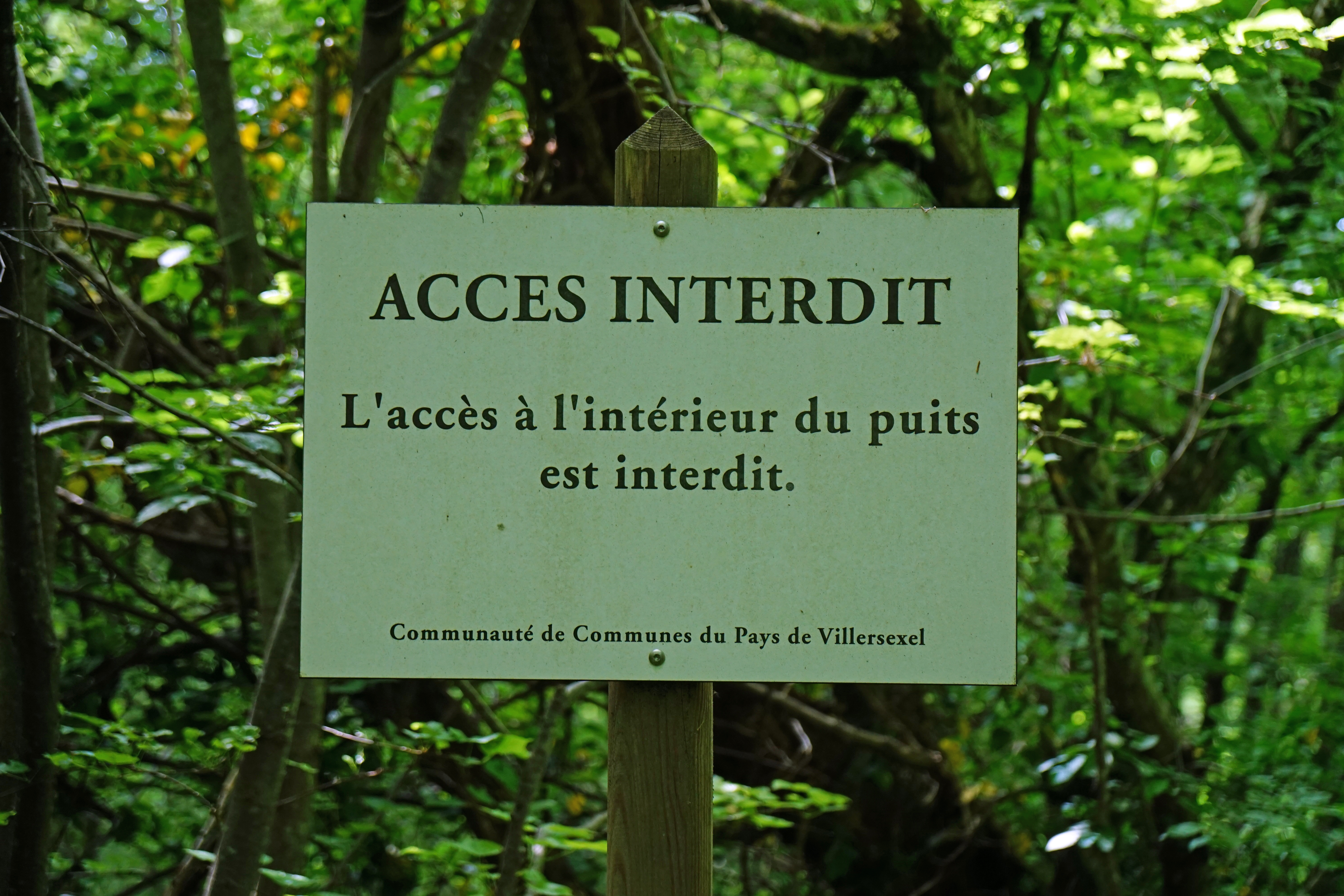
Panneau d'indication.
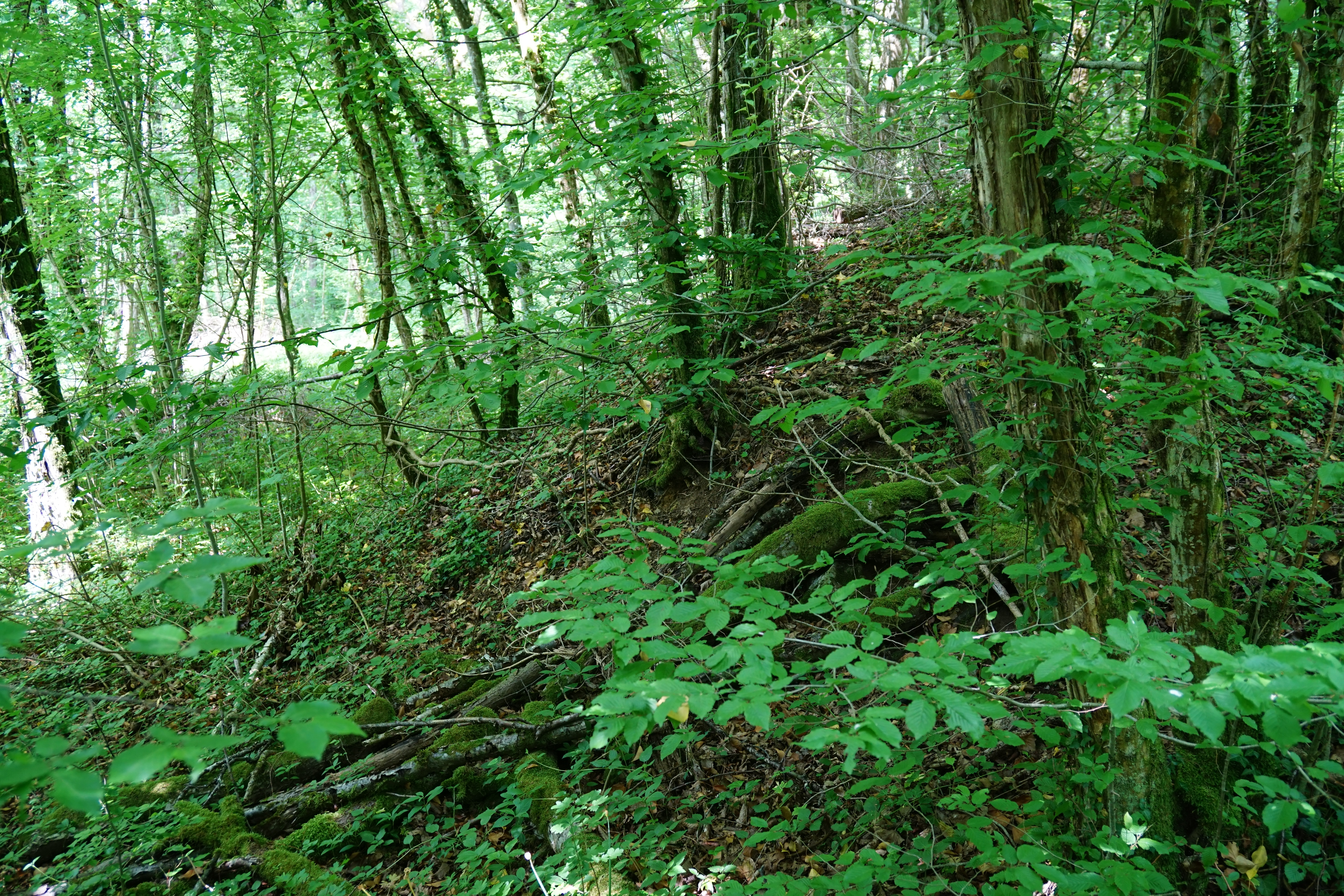
Sa halde.

Vestiges des mines de charbon.
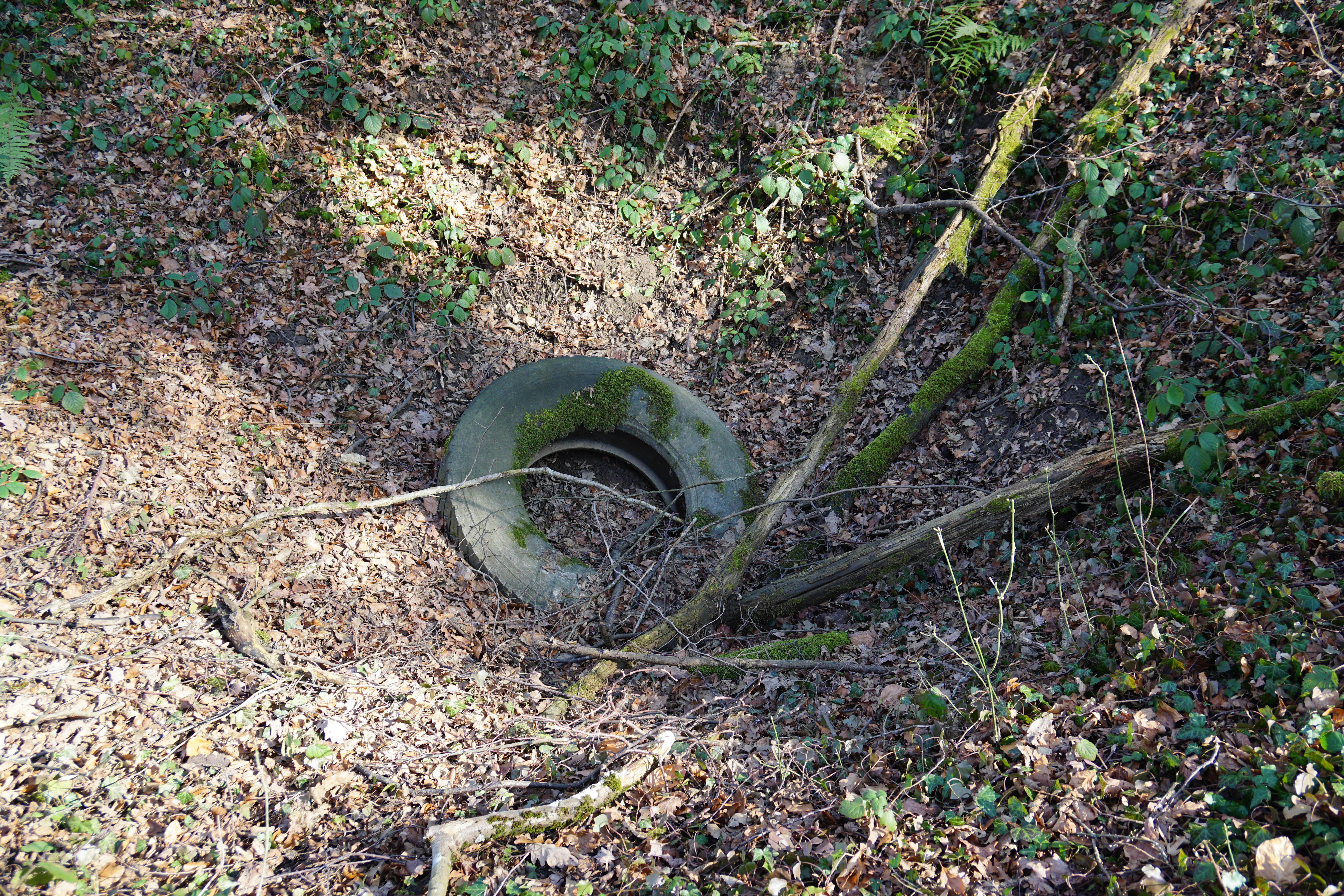
Le puits Carlotte.
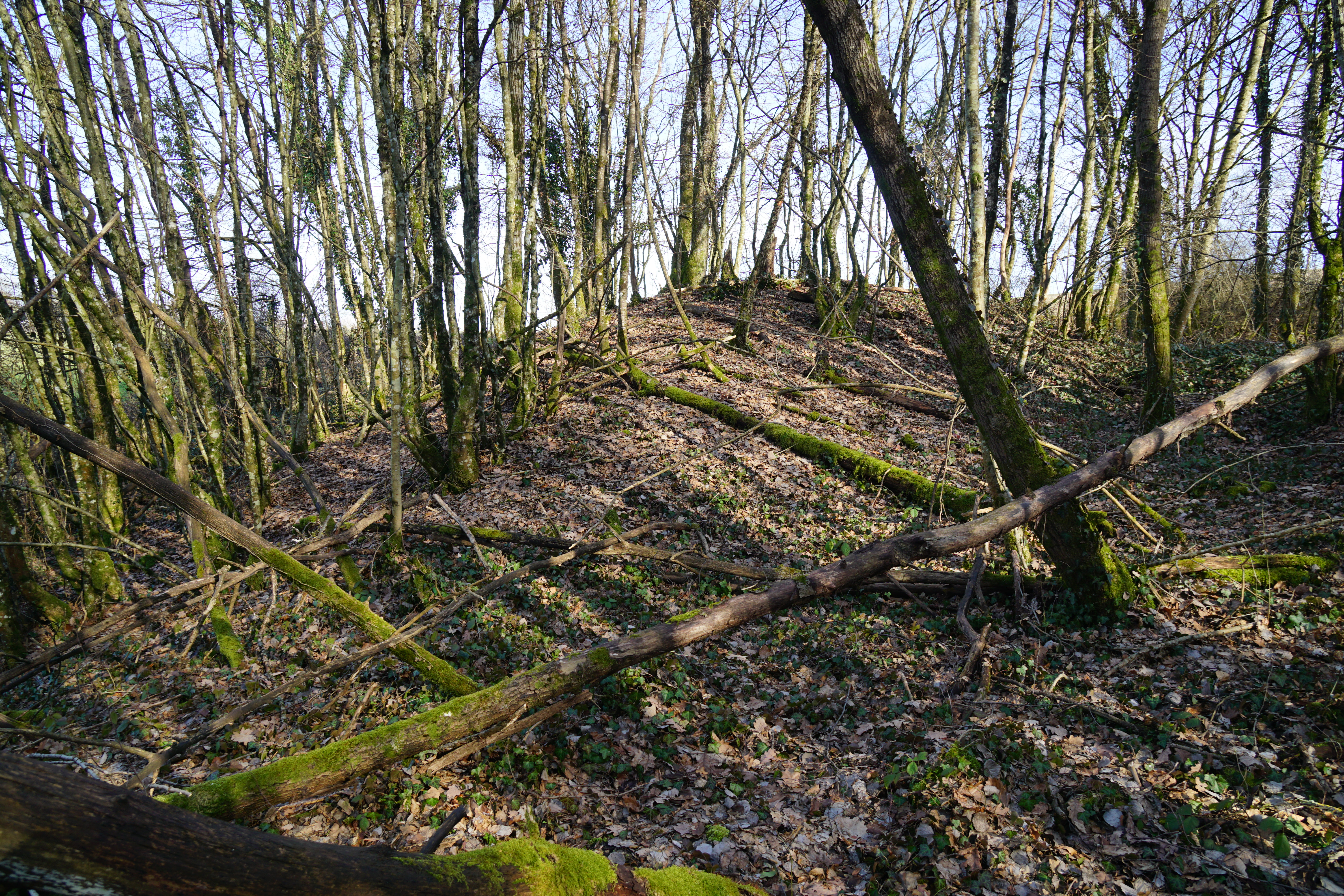
Le terril du puits Saint-Pierre.
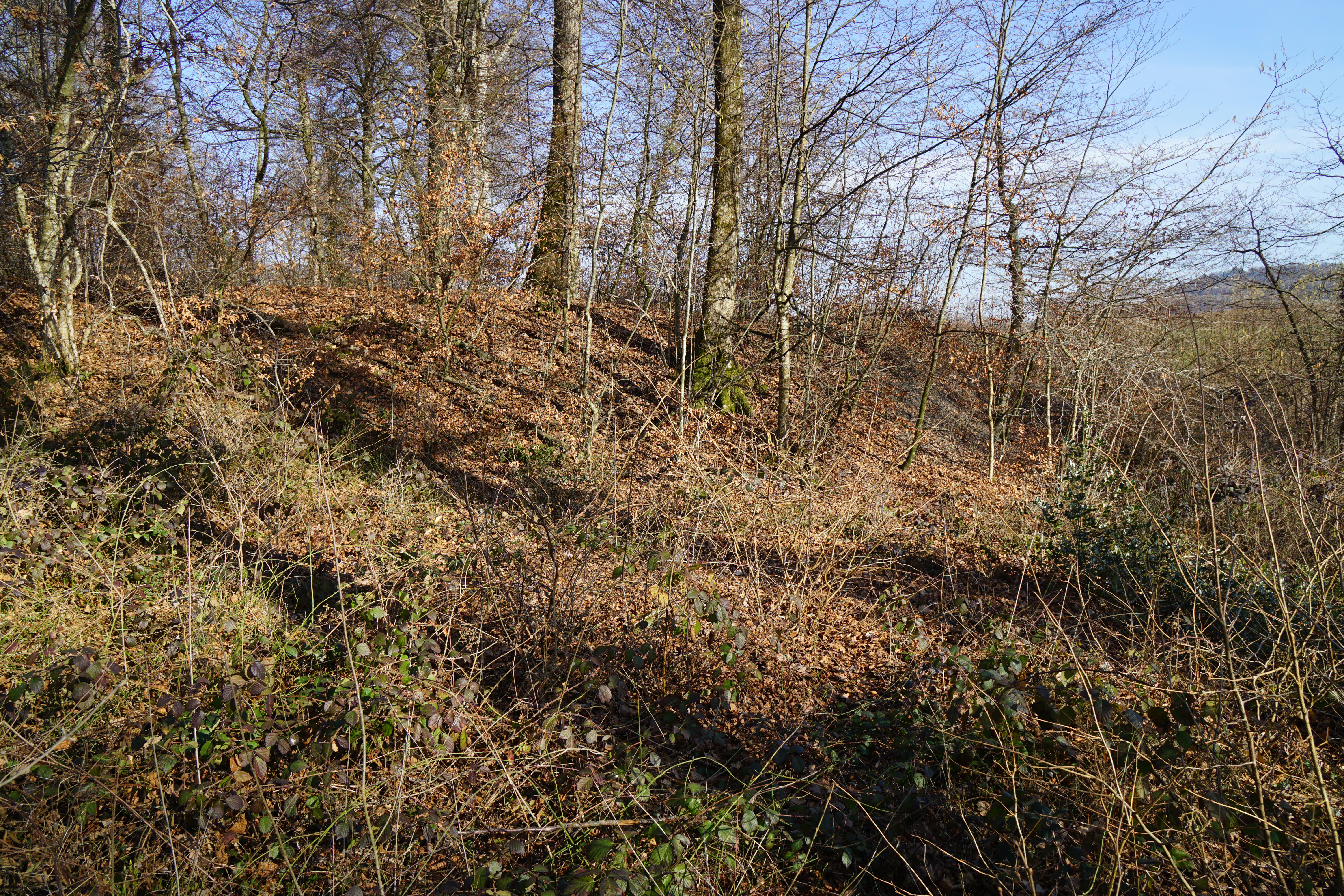
Le terril du puits Buissons-Brûlé.
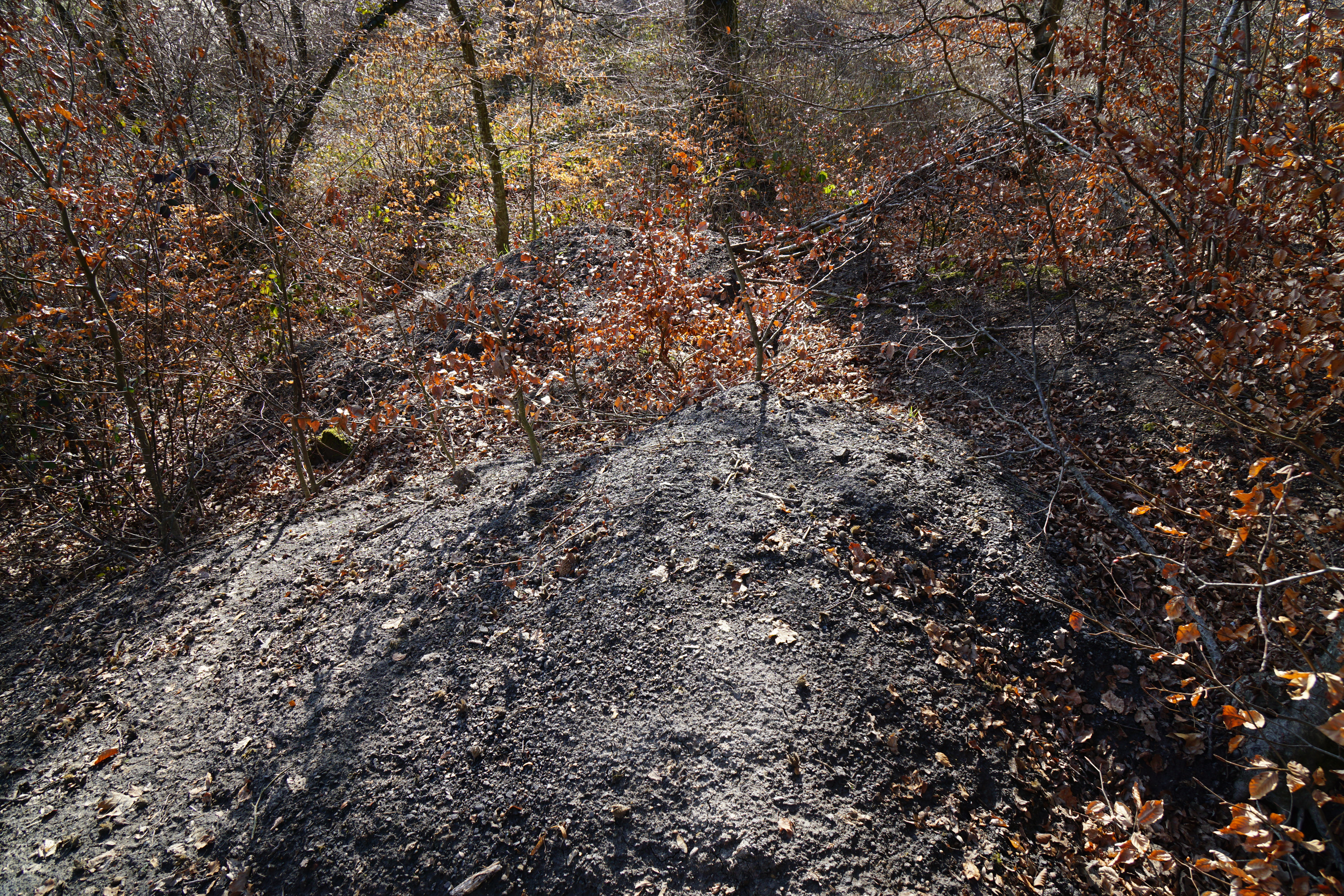
Les roches du terril du puits Buissons-Brûlé depuis le sommet.

### Personnalités liées à la commune
- Christophe de Raincourt (1601-1638), colonel de l'armée comtoise pendant la guerre de Dix ans, co-seigneur du village

### Héraldique
|  | Les armes de la commune se blasonnent ainsi : Écartelé au 1) et au 4) d’or aux cinq tourteaux d’azur ordonnés en sautoir, au 2) et au 3) d’azur aux cinq besants d’or ordonnés en sautoir. |